# Lista monumentelor istorice din județul Bistrița-Năsăud

Simbol utilizat în România pentru monumentele istorice

Lista monumentelor istorice din județul Bistrița-Năsăud cuprinde monumentele istorice din județul Bistrița-Năsăud înscrise în Patrimoniul cultural național al României. Lista completă este menținută și actualizată periodic de către Ministerul Culturii, Cultelor și Patrimoniului Național din România, ultima versiune datând din 2015.

| Cod LMI                                           | Denumire | Localitate                                          | Localizare | Datare, Creatori                                                                                                  | Imagine               | Erori             |
| ------------------------------------------------- | --- | --------------------------------------------------- | --- | --- | --------------------- | ----------------- |
| BN-I-s-A-01270 (RAN: 32401.01)                    | Situl arheologic de la Bistrița, punct „Cighir”                                                                         | municipiul Bistrița                                 | „Cighir”, pe terasa de pe malul stâng al râului Bistrița, la vest de groapa de gunoi | | Încarcă foto \| video | Raportează eroare |
| BN-I-m-A-01270.01 (RAN: 32401.01.02)              | Așezare | municipiul Bistrița                                 | „Cighir”, la ieșirea din oraș, pe terasa înaltă din stânga a râului Bistrița, la vest de groapa de gunoi | Epoca medievală                                                                                                   | Încarcă foto \| video | Raportează eroare |
| BN-I-m-A-01270.02 (RAN: 32401.01.01)              | Așezare | municipiul Bistrița                                 | „Cighir”, la ieșirea din oraș, pe terasa înaltă de pe malul stâng al râului Bistrița, la vest de groapa de gunoi | Epoca bronzului târziu                                                                                            | Încarcă foto \| video | Raportează eroare |
| BN-I-s-B-01271 (RAN: 32401.02)                    | Așezare | municipiul Bistrița                                 | „Podirei”, terasă între șoseaua de centură și cimitirul ortodox | Latène | Încarcă foto \| video | Raportează eroare |
| BN-I-s-B-01272 (RAN: 32401.03)                    | Situl arheologic de la Bistrița, punct „Vama Veche”                                                                     | municipiul Bistrița                                 | Vama Veche, terasa dintre B-dul Independenței, Râul Bistrița, pârâu și cimitirul vechi | | Încarcă foto \| video | Raportează eroare |
| BN-I-m-B-01272.01 (RAN: 32401.03.02)              | Așezare | municipiul Bistrița                                 | Vama veche, terasa dintre B-dul Independenței, râul Bistrița, pârâu și cimitirul vechi | sec. II - III p. Chr.                                                                                             | Încarcă foto \| video | Raportează eroare |
| BN-I-m-B-01272.02 (RAN: 32401.03.01)              | Așezare | municipiul Bistrița                                 | Vama veche, terasa dintre B-dul Independenței, râul Bistrița, pârâu și cimitirul vechi | Epoca bronzului                                                                                                   | Încarcă foto \| video | Raportează eroare |
| BN-I-s-A-01273 (RAN: 32401.167)                   | Situl arheologic de la Bistrița, punct „Burg”                                                                           | municipiul Bistrița                                 | „Burg”, pe culmea de la nord de oraș | sec. XIII-XV | Încarcă foto \| video | Raportează eroare |
| BN-I-s-A-20239 (RAN: 32401.04)                    | Situl arheologic „Orașul medieval Bistrița”                                                                             | municipiul Bistrița                                 | 20 m de la limita trotuarului N Bd. Republicii; bloc 7 a; Piața Petru Rareș; limita V a str. Bistricioarei; Piața Morii; platforma din fața Sălii Polivalente; latura N a Parcului Municipal; aleea de la baza valului; 20 m de la limita V a str. Dogarilor; 20 m de la limita V a str. Eminescu, până la intersecția cu limita N a trotuarului Bd. Republicii 47.12917°N 24.49611°E | sec. XII - XVIII                                                                                                  | Încarcă foto \| video | Raportează eroare |
| BN-I-s-B-01274 (RAN: 34798.01)                    | Situl arheologic de la Agrișu de Jos, punct „Intravilan”                                                                | sat Agrișu de Jos; comuna Șieu-Odorhei              | Vatra satului, în jurul casei lui Pop Pompei | | Încarcă foto \| video | Raportează eroare |
| BN-I-m-B-01274.01 (RAN: 34798.01.03)              | Așezare | sat Agrișu de Jos; comuna Șieu-Odorhei              | Vatra satului, în jurul casei lui Pop Pompei | Epoca medievală                                                                                                   | Încarcă foto \| video | Raportează eroare |
| BN-I-m-B-01274.02 (RAN: 34798.01.02)              | Așezare | sat Agrișu de Jos; comuna Șieu-Odorhei              | Vatra satului, în jurul casei lui Pop Pompei | Hallstatt | Încarcă foto \| video | Raportează eroare |
| BN-I-m-B-01274.03 (RAN: 34798.01.01)              | Așezare | sat Agrișu de Jos; comuna Șieu-Odorhei              | Vatra satului, în jurul casei lui Pop Pompei | Epoca bronzului târziu                                                                                            | Încarcă foto \| video | Raportează eroare |
| BN-I-s-B-01275 (RAN: 34798.02)                    | Așezare | sat Agrișu de Jos; comuna Șieu-Odorhei              | „Poderei” | Epoca bronzului                                                                                                   | Încarcă foto \| video | Raportează eroare |
| BN-I-s-B-01276 (RAN: 33293.01)                    | Așezare | sat Albeștii Bistriței; comuna Galații Bistriței    | „Poderei” la 1,5 km E de sat, în stânga drumului Albeștii Bistriței-Jeica | Epoca bronzului târziu, Hallstatt                                                                                 | Încarcă foto \| video | Raportează eroare |
| BN-I-s-B-01277 (RAN: 33293.02)                    | Așezare | sat Albeștii Bistriței; comuna Galații Bistriței    | Terenul din preajma bisericii evanghelice | Hallstatt | Încarcă foto \| video | Raportează eroare |
| BN-I-s-A-01278 (RAN: 33649.01)                    | Fortificație cu zid de incintă din piatră                                                                               | sat Anieș; comuna Maieru                            | „Cetate” | sec. XIV - XV | Încarcă foto \| video | Raportează eroare |
| BN-I-s-B-01279 (RAN: 33033.01)                    | Situl arheologic de la Apatiu, punct „Crucile drumului”                                                                 | sat Apatiu; comuna Chiochiș                         | „Crucile drumului”, pe terasa din stânga drumului județean 172 A la intersecția cu drumul comunal | | Încarcă foto \| video | Raportează eroare |
| BN-I-m-B-01279.01 (RAN: 33033.01.03)              | Așezare | sat Apatiu; comuna Chiochiș                         | „Crucile drumului”, pe terasa din stânga drumului județean 172 A la intersecția cu drumul comunal | sec. II - III p. Chr.                                                                                             | Încarcă foto \| video | Raportează eroare |
| BN-I-m-B-01279.02 (RAN: 33033.01.02)              | Așezare | sat Apatiu; comuna Chiochiș                         | „Crucile drumului”, pe terasa din stânga drumului județean 172 A la intersecția cu drumul comunal | Hallstatt | Încarcă foto \| video | Raportează eroare |
| BN-I-m-B-01279.03 (RAN: 33033.01.01)              | Așezare | sat Apatiu; comuna Chiochiș                         | „Crucile drumului”, pe terasa din stânga drumului județean 172 A la intersecția cu drumul comunal | Epoca bronzului                                                                                                   | Încarcă foto \| video | Raportează eroare |
| BN-I-s-B-01280 (RAN: 33033.02)                    | Așezare | sat Apatiu; comuna Chiochiș                         | Lângă casa lui Orban Ștefan, între Apatiu și Bozieș-Vale | sec. II - III p. Chr.                                                                                             | Încarcă foto \| video | Raportează eroare |
| BN-I-s-A-01281 (RAN: 34716.01)                    | Situl arheologic de la Arcalia, punct „La Cetate”                                                                       | sat Arcalia; comuna Șieu-Măgheruș                   | „La Cetate”, la 3 km SE de biserica Penticostală | | Încarcă foto \| video | Raportează eroare |
| BN-I-m-A-01281.01 (RAN: 34716.01.03)              | Așezare | sat Arcalia; comuna Șieu-Măgheruș                   | „La Cetate”, la 3 km SE de biserica Penticostală | Epoca medievală                                                                                                   | Încarcă foto \| video | Raportează eroare |
| BN-I-m-A-01281.02 (RAN: 34716.01.02)              | Așezare | sat Arcalia; comuna Șieu-Măgheruș                   | „La Cetate”, la 3 km SE de biserica Penticostală | Latène | Încarcă foto \| video | Raportează eroare |
| BN-I-m-A-01281.03 (RAN: 34716.01.01)              | Așezare | sat Arcalia; comuna Șieu-Măgheruș                   | „La Cetate”, la 3 km SE de biserica Penticostală | Epoca bronzului timpuriu                                                                                          | Încarcă foto \| video | Raportează eroare |
| BN-I-s-B-01282 (RAN: 34716.02)                    | Situl arheologic de la Arcalia, punct „La Movilă”                                                                       | sat Arcalia; comuna Șieu-Măgheruș                   | „La Movilă”, la cca. 500 m E de vatra satului, în dreapta drumului spre Sărățel. | | Încarcă foto \| video | Raportează eroare |
| BN-I-s-B-01282.01                                 | Așezare | sat Arcalia; comuna Șieu-Măgheruș                   | „La Movilă”, la cca. 500. m E de vatra satului, în dreapta drumului spre Sărățel. | Epoca medievală timpurie                                                                                          | Încarcă foto \| video | Raportează eroare |
| BN-I-s-B-01282.02                                 | Așezare | sat Arcalia; comuna Șieu-Măgheruș                   | „La Movilă”, la cca. 500 m E de vatra satului, în dreapta drumului spre Sărățel. | sec. IV p. Chr.                                                                                                   | Încarcă foto \| video | Raportează eroare |
| BN-I-s-B-01282.03                                 | Așezare | sat Arcalia; comuna Șieu-Măgheruș                   | „La Movilă”, la cca. 500 m E de vatra satului, în dreapta drumului spre Sărățel. | sec. II - III p. Chr.                                                                                             | Încarcă foto \| video | Raportează eroare |
| BN-I-s-B-01282.04                                 | Așezare | sat Arcalia; comuna Șieu-Măgheruș                   | „La Movilă”, la cca. 500 m E de vatra satului, în dreapta drumului spre Sărățel. | Epoca bronzului târziu                                                                                            | Încarcă foto \| video | Raportează eroare |
| BN-I-s-A-01283 (RAN: 35009.01)                    | Situl arheologic de la Archiud, punct „Fundătura”                                                                       | sat Archiud; comuna Teaca                           | „Fundătura”, 500 m S de sat, pe terasele din dreapta pârâului Fundătura | | Încarcă foto \| video | Raportează eroare |
| BN-I-m-A-01283.01 (RAN: 35009.01.05)              | Așezare | sat Archiud; comuna Teaca                           | „Fundătura”, 500 m S de sat, pe terasele din dreapta pârâului Fundătura | Epoca medievală                                                                                                   | Încarcă foto \| video | Raportează eroare |
| BN-I-m-A-01283.02 (RAN: 35009.01.02)              | Așezare | sat Archiud; comuna Teaca                           | „Fundătura”, 500 m S de sat, pe terasele din dreapta pârâului Fundătura | sec. III - IV p. Chr.                                                                                             | Încarcă foto \| video | Raportează eroare |
| BN-I-m-A-01283.03 (RAN: 35009.01.04)              | Așezare | sat Archiud; comuna Teaca                           | „Fundătura”, 500 m S de sat, pe terasele din dreapta pârâului Fundătura | Epoca bronzului târziu                                                                                            | Încarcă foto \| video | Raportează eroare |
| BN-I-m-A-01283.04 (RAN: 35009.01.01, 35009.01.03) | Așezare | sat Archiud; comuna Teaca                           | „Fundătura”, 500 m S de sat, pe terasele din dreapta pârâului Fundătura | Neo-eneolitic | Încarcă foto \| video | Raportează eroare |
| BN-I-s-B-01284 (RAN: 35009.03)                    | Așezare | sat Archiud; comuna Teaca                           | „Bidușcut”, la V de sat, în livadă | sec. II - III p. Chr.                                                                                             | Încarcă foto \| video | Raportează eroare |
| BN-I-s-A-01285 (RAN: 34663.01)                    | Situl arheologic de la Ardan, punct „Cetățuie”                                                                          | sat Ardan; comuna Șieu                              | „Cetățuie” | | Încarcă foto \| video | Raportează eroare |
| BN-I-m-A-01285.01 (RAN: 34663.01.03)              | Așezare fortificată | sat Ardan; comuna Șieu                              | „Cetățuie” | sec. XIII-XIV | Încarcă foto \| video | Raportează eroare |
| BN-I-m-A-01285.02 (RAN: 34663.01.02)              | Așezare fortificată | sat Ardan; comuna Șieu                              | „Cetățuie” | Latène | Încarcă foto \| video | Raportează eroare |
| BN-I-m-A-01285.03 (RAN: 34663.01.01)              | Așezare fortificată | sat Ardan; comuna Șieu                              | „Cetățuie” | Epoca bronzului timpuriu                                                                                          | Încarcă foto \| video | Raportează eroare |
| BN-I-s-B-01286 (RAN: 33783.01)                    | Așezare | sat Bârla; comuna Mărișelu                          | Lângă cantonul CFR, la intersecția șoselei cu linia de cale ferată | Epoca bronzului târziu                                                                                            | Încarcă foto \| video | Raportează eroare |
| BN-I-s-B-01287 (RAN: 33783.02)                    | Așezare | sat Bârla; comuna Mărișelu                          | La marginea de N a livezii, în stânga drumului județean între Bârla și Șieu 47.03002°N 24.94284°E | sec. II-III p. Chr.                                                                                               | Încarcă foto \| video | Raportează eroare |
| BN-I-s-A-20930                                    | Situl arheologic „Băile Figa”                                                                                           | oraș Beclean                                        | „Băile Figa”, la cca. 3 km sud de marginea estică aorașului Beclean, la cca. 600 m nord-vest de marginea nordică a localității componente Figa și la cca. 100 m vest de drumul care leagă cele două localități | Epoca bronzului, a doua epocă a fierului, epoca post-romană, epoca medievală și epoca modernă                     | Încarcă foto \| video | Raportează eroare |
| BN-I-s-B-01288 (RAN: 32492.03)                    | Situl arheologic de la Beclean, punct „Șesul Becleanului”                                                               | oraș Beclean                                        | „Șesul Becleanului”, SV de oraș, în stânga drumului județean, pe terenul fostei Avicola | | Încarcă foto \| video | Raportează eroare |
| BN-I-m-B-01288.01 (RAN: 32492.03.03)              | Așezare | oraș Beclean                                        | „Șesul Becleanului”, SV de oraș, în stânga drumului județean, pe terenul fostei Avicola | Epoca migrațiilor                                                                                                 | Încarcă foto \| video | Raportează eroare |
| BN-I-m-B-01288.02 (RAN: 32492.03.02)              | Așezare | oraș Beclean                                        | „Șesul Becleanului”, SV de oraș, în stânga drumului județean, pe terenul fostei Avicola | sec. II-III p. Chr.                                                                                               | Încarcă foto \| video | Raportează eroare |
| BN-I-m-B-01288.03 (RAN: 32492.03.01)              | Așezare | oraș Beclean                                        | „Șesul Becleanului” | Epoca bronzului                                                                                                   | Încarcă foto \| video | Raportează eroare |
| BN-I-s-B-01289 (RAN: 32492.04)                    | Fortificație | oraș Beclean                                        | În zona castelului Bethlen, azi Primăria orașului Beclean | sec. XVI - XVII                                                                                                   | Încarcă foto \| video | Raportează eroare |
| BN-I-s-B-01290 (RAN: 34093.01)                    | Așezare | sat Beudiu; comuna Nușeni                           | Dealul Cioba | Latène | Încarcă foto \| video | Raportează eroare |
| BN-I-s-B-01291 (RAN: 34093.02)                    | Așezare | sat Beudiu; comuna Nușeni                           | 69, Intravilan, pe o terasă situată la 400 m NE de biserică | Hallstatt | Încarcă foto \| video | Raportează eroare |
| BN-I-s-B-01292 (RAN: 33676.01)                    | Situl arheologic de la Bidiu, punct „Stăniște”                                                                          | sat Bidiu; comuna Matei                             | „Stăniște”, pe malul stâng al Meleșului, între Corvinești și Bidiu | | Încarcă foto \| video | Raportează eroare |
| BN-I-m-B-01292.01 (RAN: 33676.01.02)              | Așezare | sat Bidiu; comuna Matei                             | „Stăniște”, pe malul stâng al Meleșului, între Corvinești și Bidiu | sec. II - III p. Chr.                                                                                             | Încarcă foto \| video | Raportează eroare |
| BN-I-m-B-01292.02 (RAN: 33676.01.01)              | Așezare | sat Bidiu; comuna Matei                             | „Stăniște”, pe malul stâng al Meleșului, între Corvinești și Bidiu | Hallstatt | Încarcă foto \| video | Raportează eroare |
| BN-I-s-B-01293 (RAN: 34921.01)                    | Așezare | sat Blăjenii de Jos; comuna Șintereag               | La intrarea în sat, în dreapta DJ Șintereag-Blăjenii de Jos | Epoca bronzului                                                                                                   | Încarcă foto \| video | Raportează eroare |
| BN-I-s-B-01294 (RAN: 33042.01)                    | Situl arheologic de la Bozieș, punct „Valea Bozieșului”                                                                 | sat Bozieș; comuna Chiochiș                         | „Valea Bozieșului”, pe terasa din dreapta drumului, la intrarea în sat dinspre Nușeni | | Încarcă foto \| video | Raportează eroare |
| BN-I-m-B-01294.01 (RAN: 33042.01.01, 33042.01.03) | Așezare | sat Bozieș; comuna Chiochiș                         | „Valea Bozieșului”, pe terasa din dreapta drumului, la intrarea în sat dinspre Nușeni | sec. II - III p. Chr.                                                                                             | Încarcă foto \| video | Raportează eroare |
| BN-I-m-B-01294.02 (RAN: 33042.01.02)              | Așezare | sat Bozieș; comuna Chiochiș                         | „Valea Bozieșului”, pe terasa din dreapta drumului, la intrarea în sat dinspre Nușeni | Hallstatt | Încarcă foto \| video | Raportează eroare |
| BN-I-m-B-01294.03 (RAN: 33042.01.04)              | Așezare | sat Bozieș; comuna Chiochiș                         | „Valea Bozieșului”, pe terasa din dreapta drumului, la intrarea în sat dinspre Nușeni | Epoca bronzului târziu                                                                                            | Încarcă foto \| video | Raportează eroare |
| BN-I-s-B-01295 (RAN: 34814.01)                    | Situl arheologic de la Bretea, punct „Coasta lui Balint”                                                                | sat Bretea; comuna Șieu-Odorhei                     | „Coasta lui Balint”, în partea de SE a satului | sf. sec. III-IV, Cultura Sântana de Mureș-Cerneahov                                                               | Încarcă foto \| video | Raportează eroare |
| BN-I-s-B-01296 (RAN: 34814.02)                    | Situl arheologic de la Bretea, punct „În Pruni”                                                                         | sat Bretea; comuna Șieu-Odorhei                     | „În pruni”, la S de sat | | Încarcă foto \| video | Raportează eroare |
| BN-I-m-B-01296.01 (RAN: 34814.02.03)              | Așezare | sat Bretea; comuna Șieu-Odorhei                     | „În pruni”, la S de sat | Epoca medievală timpurie                                                                                          | Încarcă foto \| video | Raportează eroare |
| BN-I-m-B-01296.02 (RAN: 34814.02.02)              | Așezare | sat Bretea; comuna Șieu-Odorhei                     | „În pruni”, la S de sat | sec. II - III p. Chr.                                                                                             | Încarcă foto \| video | Raportează eroare |
| BN-I-m-B-01296.03 (RAN: 34814.02.01)              | Așezare | sat Bretea; comuna Șieu-Odorhei                     | „În pruni”, la S de sat | Epoca bronzului                                                                                                   | Încarcă foto \| video | Raportează eroare |
| BN-I-s-B-01297 (RAN: 34814.03)                    | Situl arheologic de la Bretea, punct „Fântâna Jugastrului”                                                              | sat Bretea; comuna Șieu-Odorhei                     | „Fântâna Jugastrului” | | Încarcă foto \| video | Raportează eroare |
| BN-I-m-B-01297.01 (RAN: 34814.03.03)              | Așezare | sat Bretea; comuna Șieu-Odorhei                     | „Fântâna Jugastrului” | sec. II - III p. Chr.                                                                                             | Încarcă foto \| video | Raportează eroare |
| BN-I-m-B-01297.02 (RAN: 34814.03.02)              | Așezare | sat Bretea; comuna Șieu-Odorhei                     | „Fântâna Jugastrului” | Latène | Încarcă foto \| video | Raportează eroare |
| BN-I-m-B-01297.03 (RAN: 34814.03.01)              | Așezare | sat Bretea; comuna Șieu-Odorhei                     | „Fântâna Jugastrului” | Epoca bronzului                                                                                                   | Încarcă foto \| video | Raportează eroare |
| BN-I-s-B-01298 (RAN: 32713.01)                    | Turn roman | sat Budacu de Jos; comuna Budacu de Jos             | „Burg”- pe platoul împădurit de la N de comună, altitudine 578 m | sec. II - III p. Chr.                                                                                             | Încarcă foto \| video | Raportează eroare |
| BN-I-s-B-01299 (RAN: 32713.02)                    | Situl arheologic de la Budacu de Jos, punct „Fața popii”                                                                | sat Budacu de Jos; comuna Budacu de Jos             | „Fața Popii”, în vatra satului | sec. II - III p. Chr., Epoca bronzului târziu                                                                     | Încarcă foto \| video | Raportează eroare |
| BN-I-s-B-01300 (RAN: 32900.01)                    | Așezare | sat Budacu de Sus; comuna Dumitrița                 | „Râpa Mare”, la 3 km N de sat, pe malul drept al râului Budac | Epoca bronzului                                                                                                   | Încarcă foto \| video | Raportează eroare |
| BN-I-s-A-01301 (RAN: 32786.01)                    | Situl arheologic de la Budești, punct „Tăuți”                                                                           | sat Budești; comuna Budești                         | „Tăuți” | | Încarcă foto \| video | Raportează eroare |
| BN-I-m-A-01301.01 (RAN: 32786.01.02)              | Așezare | sat Budești; comuna Budești                         | „Tăuți” | Hallstatt | Încarcă foto \| video | Raportează eroare |
| BN-I-m-A-01301.02 (RAN: 32786.01.01)              | Așezare | sat Budești; comuna Budești                         | „Tăuți” | Epoca bronzului, Cultura Coțofeni                                                                                 | Încarcă foto \| video | Raportează eroare |
| BN-I-s-B-01302 (RAN: 32786.02)                    | Necropolă | sat Budești-Fânațe; comuna Budești                  | „Benișoara”-pe culmea de deal de la ieșirea din sat, în stânga șoselei spre Budești | sec. VI - V a. Chr., Hallstatt                                                                                    | Încarcă foto \| video | Raportează eroare |
| BN-I-s-B-01303 (RAN: 35018.01)                    | Situl arheologic de la Budurleni, punct „Între pâraie”                                                                  | sat Budurleni; comuna Teaca                         | „Între pâraie”, în partea de SE a satului | | Încarcă foto \| video | Raportează eroare |
| BN-I-m-B-01303.01 (RAN: 35018.01.02)              | Așezare | sat Budurleni; comuna Teaca                         | „Între pâraie”, în partea de SE a satului | Latène | Încarcă foto \| video | Raportează eroare |
| BN-I-m-B-01303.02 (RAN: 35018.01.01)              | Așezare | sat Budurleni; comuna Teaca                         | „Între pâraie” în partea de SE a satului | Epoca bronzului târziu                                                                                            | Încarcă foto \| video | Raportează eroare |
| BN-I-s-B-01304 (RAN: 32722.01)                    | Așezare | sat Buduș; comuna Budacu de Jos                     | „Pe Clejă” | Epoca romană | Încarcă foto \| video | Raportează eroare |
| BN-I-s-B-01305 (RAN: 32722.02)                    | Turn roman | sat Buduș; comuna Budacu de Jos                     | Pe dealul de la E de sat, altitudine 478 m. | sec. II - III p. Chr.                                                                                             | Încarcă foto \| video | Raportează eroare |
| BN-I-s-B-01306 (RAN: 33453.01)                    | Situl arheologic de la Bungard, punct „Între Vii”                                                                       | sat Bungard; comuna Lechința                        | „Între vii”, în partea de NV a satului | | Încarcă foto \| video | Raportează eroare |
| BN-I-m-B-01306.01 (RAN: 33453.01.02)              | Așezare | sat Bungard; comuna Lechința                        | „Între vii”, în partea NV a satului | sec. II-III p. Chr.                                                                                               | Încarcă foto \| video | Raportează eroare |
| BN-I-m-B-01306.02 (RAN: 33453.01.01)              | Așezare | sat Bungard; comuna Lechința                        | „Între vii”, în partea de NV a satului | Epoca bronzului                                                                                                   | Încarcă foto \| video | Raportează eroare |
| BN-I-s-B-01307 (RAN: 33453.02)                    | Situl arheologic de la Bungard, punct „Drum județean”                                                                   | sat Bungard; comuna Lechința                        | În dreapta drumului județean Sângeorzu Nou-Bungard | | Încarcă foto \| video | Raportează eroare |
| BN-I-m-B-01307.01 (RAN: 143575.02.02)             | Așezare | sat Bungard; comuna Lechința                        | În dreapta drumului județean Sângeorzu Nou - Bungard | Hallstatt | Încarcă foto \| video | Raportează eroare |
| BN-I-m-B-01307.02 (RAN: 33453.02.01)              | Așezare | sat Bungard; comuna Lechința                        | În dreapta drumului județean Sângeorzu Nou - Bungard | Epoca bronzului                                                                                                   | Încarcă foto \| video | Raportează eroare |
| BN-I-s-B-01308 (RAN: 32820.01)                    | Situl arheologic de la Căianu Mic, punct „Pe poduri”                                                                    | sat Căianu Mic; comuna Căianu Mic                   | „Pe poduri”, terasă la V de sat | | Încarcă foto \| video | Raportează eroare |
| BN-I-m-B-01308.01 (RAN: 32820.01.04)              | Așezare | sat Căianu Mic; comuna Căianu Mic                   | „Pe poduri”, terasa de la V de sat | sec. VIII-IX, Epoca medievală timpurie                                                                            | Încarcă foto \| video | Raportează eroare |
| BN-I-m-B-01308.02 (RAN: 32820.01.03)              | Așezare | sat Căianu Mic; comuna Căianu Mic                   | „Pe poduri”, terasa de la V de sat | sec. V-VI, Epoca migrațiilor                                                                                      | Încarcă foto \| video | Raportează eroare |
| BN-I-m-B-01308.03 (RAN: 32820.01.02)              | Așezare | sat Căianu Mic; comuna Căianu Mic                   | „Pe poduri”, terasa de la V de sat | sec. II - III p. Chr.                                                                                             | Încarcă foto \| video | Raportează eroare |
| BN-I-m-B-01308.04 (RAN: 32820.01.01)              | Așezare | sat Căianu Mic; comuna Căianu Mic                   | „Pe poduri”, terasa de la V de sat | Epoca bronzului                                                                                                   | Încarcă foto \| video | Raportează eroare |
| BN-I-s-B-01309 (RAN: 33220.01)                    | Situl arheologic de la Cepari, punct „Fântâna Albă”                                                                     | sat Cepari; comuna Dumitra                          | „Fântâna Albă”, între Cepari și Târpiu în drepata drumului, pe malul stâng al pârîului | | Încarcă foto \| video | Raportează eroare |
| BN-I-m-B-01309.01 (RAN: 33220.01.04)              | Așezare | sat Cepari; comuna Dumitra                          | „Fântâna Albă”, între Cepari și Târpiu în dreapta drumului, pe malul stâng al pârîului, la 1,5 km V de sat | sec. II - III p. Chr.                                                                                             | Încarcă foto \| video | Raportează eroare |
| BN-I-m-B-01309.02 (RAN: 33220.01.03)              | Așezare | sat Cepari; comuna Dumitra                          | „Fântâna Albă”, între Cepari și Târpiu în dreapta drumului, pe malul stâng al pârîului | Latène | Încarcă foto \| video | Raportează eroare |
| BN-I-m-B-01309.03 (RAN: 33220.01.02)              | Așezare | sat Cepari; comuna Dumitra                          | „Fântâna Albă”, între Cepari și Târpiu în dreapta drumului, pe malul stâng al pârîului | Hallstatt | Încarcă foto \| video | Raportează eroare |
| BN-I-m-B-01309.04 (RAN: 33220.01.01)              | Așezare | sat Cepari; comuna Dumitra                          | „Fântâna Albă”, între Cepari și Târpiu în dreapta drumului, pe malul stâng al pârîului | Epoca bronzului                                                                                                   | Încarcă foto \| video | Raportează eroare |
| BN-I-s-B-01310 (RAN: 34725.01)                    | Situl arheologic de la Chintelnic, punct „Știubei”                                                                      | sat Chintelnic; comuna Șieu-Măgheruș                | Știubei-terasa mediană in dreapta DN17, la 1 km N de calea ferată Șieu-Măgheruș | | Încarcă foto \| video | Raportează eroare |
| BN-I-m-B-01310.01 (RAN: 34725.01.03)              | Așezare | sat Chintelnic; comuna Șieu-Măgheruș                | Știubei - pe terasa mediană din dreapta DN17, la 1 km N de calea ferată Șieu- Măgheruș | Latène | Încarcă foto \| video | Raportează eroare |
| BN-I-m-B-01310.02 (RAN: 34725.01.02)              | Așezare | sat Chintelnic; comuna Șieu-Măgheruș                | Știubei-terasa mediană din dreapta DN17, la 1 km N de calea ferată Șieu-Măgheruș | Hallstatt | Încarcă foto \| video | Raportează eroare |
| BN-I-m-B-01310.03 (RAN: 34725.01.01)              | Așezare | sat Chintelnic; comuna Șieu-Măgheruș                | Știubei- pe terasa mediană din dreapta DN17, la 1 km N de calea ferată Șieu- Măgheruș | Epoca bronzului târziu                                                                                            | Încarcă foto \| video | Raportează eroare |
| BN-I-s-B-01311 (RAN: 33024.01)                    | Așezare | sat Chiochiș; comuna Chiochiș                       | „Pe Cleja”, în intravilanul localității, în zona cimitirului | Epoca bronzului                                                                                                   | Încarcă foto \| video | Raportează eroare |
| BN-I-s-B-01312 (RAN: 33024.02)                    | Așezare | sat Chiochiș; comuna Chiochiș                       | „Fântâna puturoasă” | sec. II - III p. Chr.                                                                                             | Încarcă foto \| video | Raportează eroare |
| BN-I-s-B-01313 (RAN: 33462.01)                    | Situl arheologic de la Chiraleș, punct „Pe Deal”                                                                        | sat Chiraleș; comuna Lechința                       | „Pe deal”, terasa de la V de sat | | Încarcă foto \| video | Raportează eroare |
| BN-I-m-B-01313.01 (RAN: 33462.01.04)              | Așezare | sat Chiraleș; comuna Lechința                       | „Pe deal”, terasa de la V de sat | Epoca medievală târzie                                                                                            | Încarcă foto \| video | Raportează eroare |
| BN-I-m-B-01313.02 (RAN: 33462.01.03)              | Așezare | sat Chiraleș; comuna Lechința                       | „Pe deal”, terasa de la V de sat | sec. II - III p. Chr.                                                                                             | Încarcă foto \| video | Raportează eroare |
| BN-I-m-B-01313.03 (RAN: 33462.01.02)              | Așezare | sat Chiraleș; comuna Lechința                       | „Pe deal”, terasa de la V de sat | Hallstatt timpuriu                                                                                                | Încarcă foto \| video | Raportează eroare |
| BN-I-m-B-01313.04 (RAN: 33462.01.01)              | Așezare | sat Chiraleș; comuna Lechința                       | „Pe deal”, terasa de la V de sat | Epoca bronzului târziu                                                                                            | Încarcă foto \| video | Raportează eroare |
| BN-I-s-A-01316 (RAN: 34208.02, 34208.05)          | Situl arheologic de la Ciceu-Corabia, punct „Sub Cetate”                                                                | sat Ciceu-Corabia; comuna Ciceu-Mihăiești           | „Cetate” | Epoca medievală, medievală timpurie, epoca dacică, epoca bronzului târziu                                         | Încarcă foto \| video | Raportează eroare |
| BN-I-s-A-01315 (RAN: 34208.01)                    | Așezare fortificată | sat Ciceu-Corabia; comuna Ciceu-Mihăiești           | „Măgura” | Hallstatt | Încarcă foto \| video | Raportează eroare |
| BN-I-s-B-01317 (RAN: 34208.04, 34208.03)          | Sistem de supraveghere și apărare a limesului în sectorul Ciceu-Corabia                                                 | sat Ciceu-Corabia; comuna Ciceu-Mihăiești           | | sec. II - III p. Chr.                                                                                             | Încarcă foto \| video | Raportează eroare |
| BN-I-m-B-01317.01 (RAN: 34208.03.01)              | Turn roman | sat Ciceu-Corabia; comuna Ciceu-Mihăiești           | „Ponița”, la NV de sat, la 3 km de biserică | sec. II - III p. Chr.                                                                                             | Încarcă foto \| video | Raportează eroare |
| BN-I-m-B-01317.02 (RAN: 34208.04.01)              | Turn roman | sat Ciceu-Corabia; comuna Ciceu-Mihăiești           | „Muncelu” | sec. II - III p. Chr.                                                                                             | Încarcă foto \| video | Raportează eroare |
| BN-I-s-B-01319 (RAN: 32964.01)                    | Așezare | sat Ciceu-Giurgești; comuna Ciceu-Giurgești         | Vatra satului | sec. II - III p. Chr.                                                                                             | Încarcă foto \| video | Raportează eroare |
| BN-I-s-B-01320 (RAN: 32848.01)                    | Sistem de supraveghere și apărare a limesului în sectorul Ciceu-Poieni                                                  | sat Ciceu-Poieni; comuna Căianu Mic                 | | sec. II - III p. Chr.                                                                                             | Încarcă foto \| video | Raportează eroare |
| BN-I-m-B-01320 (RAN: 32848.01)                    | Turn roman | sat Ciceu-Poieni; comuna Căianu Mic                 | „Podul Milcoaiei” | sec. II-III p. Chr.                                                                                               | Încarcă foto \| video | Raportează eroare |
| BN-I-m-B-01321 (RAN: 32848.02)                    | Turn roman | sat Ciceu-Poieni; comuna Căianu Mic                 | Vârful „Strunga Găvoșdenilor” | sec. II-III p. Chr.                                                                                               | Încarcă foto \| video | Raportează eroare |
| BN-I-s-B-01322 (RAN: 34823.01)                    | Așezare | sat Coasta; comuna Șieu-Odorhei                     | În vatra satului, în jurul casei lui Poenar Iacob | sec. II - III p. Chr.                                                                                             | Încarcă foto \| video | Raportează eroare |
| BN-I-s-B-01323 (RAN: 34958.01)                    | Așezare | sat Cociu; comuna Șintereag                         | „La grivă” | Epoca bronzului                                                                                                   | Încarcă foto \| video | Raportează eroare |
| BN-I-s-A-01324 (RAN: 32508.01)                    | Așezare fortificată | sat Coldău; oraș Beclean                            | „Varbă”, pe terasa de pe malul drept al Someșului Mare, la marginea estică a satului | Epoca bronzului, Cultura Wietenberg                                                                               | Încarcă foto \| video | Raportează eroare |
| BN-I-s-B-20240 (RAN: 33907.01)                    | Necropolă celtică | sat Comlod; comuna Milaș                            | „Dealul Viilor” | Hallstatt târziu                                                                                                  | Încarcă foto \| video | Raportează eroare |
| BN-I-s-B-01325 (RAN: 33685.01)                    | Situl arheologic de la Corvinești, punct „Pe Vale”                                                                      | sat Corvinești; comuna Matei                        | „Pe Vale” | | Încarcă foto \| video | Raportează eroare |
| BN-I-m-B-01325.01 (RAN: 33685.01.04)              | Așezare | sat Corvinești; comuna Matei                        | „Pe vale” | sec. IV p. Chr.                                                                                                   | Încarcă foto \| video | Raportează eroare |
| BN-I-m-B-01325.02 (RAN: 33685.01.03)              | Așezare | sat Corvinești; comuna Matei                        | „Pe vale” | sec. II - III p. Chr.                                                                                             | Încarcă foto \| video | Raportează eroare |
| BN-I-m-B-01325.03 (RAN: 33685.01.02)              | Așezare | sat Corvinești; comuna Matei                        | „Pe vale” | Hallstatt | Încarcă foto \| video | Raportează eroare |
| BN-I-m-B-01325.04 (RAN: 33685.01.01)              | Așezare | sat Corvinești; comuna Matei                        | „Pe vale” | Epoca bronzului                                                                                                   | Încarcă foto \| video | Raportează eroare |
| BN-I-s-B-01326 (RAN: 33685.02)                    | Așezare | sat Corvinești; comuna Matei                        | „La Curte” | sec. II - III p. Chr.                                                                                             | Încarcă foto \| video | Raportează eroare |
| BN-I-s-B-01327 (RAN: 34734.01)                    | Așezare | sat Crainimăt; comuna Șieu-Măgheruș                 | La ieșirea din sat, în dreapta DJ Crainimăt-Șieu | Epoca bronzului, Cultura Wietenberg                                                                               | Încarcă foto \| video | Raportează eroare |
| BN-I-s-B-01328 (RAN: 34832.01)                    | Situl arheologic de la Cristur - Șieu, punct „La baie”                                                                  | sat Cristur-Șieu; comuna Șieu-Odorhei               | „La baie”, terasa de pe malul stâng al râului Șieu | | Încarcă foto \| video | Raportează eroare |
| BN-I-m-A-01328.01 (RAN: 34832.01.04)              | Așezare | sat Cristur-Șieu; comuna Șieu-Odorhei               | „La baie”, terasa de pe malul stâng al râului Șieu | Epoca migrațiilor                                                                                                 | Încarcă foto \| video | Raportează eroare |
| BN-I-m-B-01328.02                                 | Așezare | sat Cristur-Șieu; comuna Șieu-Odorhei               | „La baie”, terasa de pe malul stâng al râului Șieu | sec. II - III p. Chr.                                                                                             | Încarcă foto \| video | Raportează eroare |
| BN-I-m-B-01328.03                                 | Așezare | sat Cristur-Șieu; comuna Șieu-Odorhei               | „La baie”, terasa de pe malul stâng al râului Șieu | Latène | Încarcă foto \| video | Raportează eroare |
| BN-I-m-B-01328.04                                 | Așezare | sat Cristur-Șieu; comuna Șieu-Odorhei               | „La baie”, terasa de pe malul stâng al râului Șieu | Hallstatt | Încarcă foto \| video | Raportează eroare |
| BN-I-s-B-01329 (RAN: 33569.01)                    | Așezare | sat Cușma; comuna Livezile                          | „Cetatea” | Epoca bronzului                                                                                                   | Încarcă foto \| video | Raportează eroare |
| BN-I-s-B-01330 (RAN: 35358.01)                    | Situl arheologic de la Delureni, punct „Dosul Uilacului”                                                                | sat Delureni; comuna Urmeniș                        | „Dosul Uilacului”, pe pantele din dreapta drumului Milaș-Sopteriu | | Încarcă foto \| video | Raportează eroare |
| BN-I-m-B-01330.01 (RAN: 35358.01.04)              | Așezare | sat Delureni; comuna Urmeniș                        | „Dosul Uilacului”, pe pantele din dreapta drumului Milaș-Șopteriu | Epoca medievală timpurie                                                                                          | Încarcă foto \| video | Raportează eroare |
| BN-I-m-B-01330.02 (RAN: 35358.01.03)              | Așezare | sat Delureni; comuna Urmeniș                        | „Dosul Uilacului”, pe pantele din dreapta drumului Milaș-Șopteriu | sec. IV p. Chr.                                                                                                   | Încarcă foto \| video | Raportează eroare |
| BN-I-m-B-01330.03 (RAN: 35358.01.02)              | Așezare | sat Delureni; comuna Urmeniș                        | „Dosul Uilacului”, pe pantele din dreapta drumului Milaș-Șopteriu | sec. II - III p. Chr.                                                                                             | Încarcă foto \| video | Raportează eroare |
| BN-I-m-B-01330.04 (RAN: 35358.01.01)              | Așezare | sat Delureni; comuna Urmeniș                        | „Dosul Uilacului”, pe pantele din dreapta drumului Milaș-Șopteriu | Epoca bronzului                                                                                                   | Încarcă foto \| video | Raportează eroare |
| BN-I-s-B-01331 (RAN: 33300.05)                    | Situl arheologic de la Dipșa, punct „Poderei”                                                                           | sat Dipșa; comuna Galații Bistriței                 | „Poderei”, terasa de la V de cimitirul ortodox | | Încarcă foto \| video | Raportează eroare |
| BN-I-m-B-01331.01 (RAN: 33300.05.01)              | Așezare | sat Dipșa; comuna Galații Bistriței                 | „Poderei”, terasa de la V de cimitirul ortodox | sec. II - III p. Chr.                                                                                             | Încarcă foto \| video | Raportează eroare |
| BN-I-m-B-01331.02 (RAN: 33300.05.02)              | Așezare | sat Dipșa; comuna Galații Bistriței                 | „Poderei”, terasa de la V de cimitirul ortodox | Hallstatt | Încarcă foto \| video | Raportează eroare |
| BN-I-m-B-01331.03 (RAN: 33300.05.03)              | Așezare | sat Dipșa; comuna Galații Bistriței                 | „Poderei”, terasa de la V de cimitirul ortodox | Neolitic | Încarcă foto \| video | Raportează eroare |
| BN-I-s-B-01332 (RAN: 33300.03)                    | Situl arheologic de la Dipșa, punct „Fundoaia”                                                                          | sat Dipșa; comuna Galații Bistriței                 | „Fundoaia” | | Încarcă foto \| video | Raportează eroare |
| BN-I-m-B-01332.01 (RAN: 33300.03.02)              | Așezare | sat Dipșa; comuna Galații Bistriței                 | „Fundoaia”, de-a lungul pârîului ce străbate partea de E a hotarului | Epoca migrațiilor, Epoca medievală timpurie                                                                       | Încarcă foto \| video | Raportează eroare |
| BN-I-m-B-01332.02 (RAN: 33300.03.01)              | Așezare | sat Dipșa; comuna Galații Bistriței                 | „Fundoaia”, de- a lungul pârîului ce străbate partea de E a hotarului | sec. II - III p. Chr.                                                                                             | Încarcă foto \| video | Raportează eroare |
| BN-I-s-B-01333 (RAN: 32857.01)                    | Turn roman | sat Dobricel; comuna Spermezeu                      | „Rângoița” | sec. II - III p. Chr.                                                                                             | Încarcă foto \| video | Raportează eroare |
| BN-I-s-B-01334 (RAN: 32866.01)                    | Turn roman | sat Dobricel; comuna Spermezeu                      | „Vârful Lazului” | sec. II - III p. Chr.                                                                                             | Încarcă foto \| video | Raportează eroare |
| BN-I-s-B-01335 (RAN: 33792.01)                    | Așezare | sat Domnești; comuna Mărișelu                       | În jurul bisericii | sec. II - III p. Chr.                                                                                             | Încarcă foto \| video | Raportează eroare |
| BN-I-s-B-01336 (RAN: 33792.02)                    | Burgus roman | sat Domnești; comuna Mărișelu                       | „Tabla pietroasă”, pe malul drept al râului Șieu | sec. II - III p. Chr.                                                                                             | Încarcă foto \| video | Raportează eroare |
| BN-I-s-B-01337 (RAN: 33792.03)                    | Situl arheologic de la Domnești, punct „La Slatină”                                                                     | sat Domnești; comuna Mărișelu                       | „La slatină” | sec. II - III p. Chr.                                                                                             | Încarcă foto \| video | Raportează eroare |
| BN-I-m-B-01337.01 (RAN: 33792.03.02)              | Exploatare mine de sare de epocă romană                                                                                 | sat Domnești; comuna Mărișelu                       | „La slatină” | sec. II - III p. Chr.                                                                                             | Încarcă foto \| video | Raportează eroare |
| BN-I-m-B-01337.02 (RAN: 33792.03.01)              | Așezare | sat Domnești; comuna Mărișelu                       | „La slatină” | sec. II - III p. Chr.                                                                                             | Încarcă foto \| video | Raportează eroare |
| BN-I-s-B-01338 (RAN: 33578.01)                    | Situl arheologic de la Dorolea, punct „Valea lui Tănase”                                                                | sat Dorolea; comuna Livezile                        | „Valea lui Tănase” - 1 km V de sat | | Încarcă foto \| video | Raportează eroare |
| BN-I-m-A-01338.01                                 | Așezare | sat Dorolea; comuna Livezile                        | „Valea lui Tănase” - 1 km V de sat | sec. II - III p. Chr.                                                                                             | Încarcă foto \| video | Raportează eroare |
| BN-I-m-B-01338.02                                 | Așezare | sat Dorolea; comuna Livezile                        | „Valea lui Tănase”, 1 km V de sat | Hallstatt | Încarcă foto \| video | Raportează eroare |
| BN-I-s-B-01339 (RAN: 33578.02)                    | Situl arheologic de la Dorolea, punct „Groapa Ghinzii”                                                                  | sat Dorolea; comuna Livezile                        | „Groapa Ghinzii”, la S de sat | | Încarcă foto \| video | Raportează eroare |
| BN-I-m-B-01339.01 (RAN: 33578.02.02)              | Așezare | sat Dorolea; comuna Livezile                        | „Groapa Ghinzii”, la S de sat | Latène | Încarcă foto \| video | Raportează eroare |
| BN-I-m-B-01339.02 (RAN: 33578.02.01)              | Așezare | sat Dorolea; comuna Livezile                        | „Groapa Ghinzii”, la S de sat | Hallstatt | Încarcă foto \| video | Raportează eroare |
| BN-I-s-B-01340 (RAN: 32982.01)                    | Turn roman | sat Dumbrăveni; comuna Ciceu-Giurgești              | „Vârful Runcului”, la 1 km SV de sat | sec. II - III p. Chr.                                                                                             | Încarcă foto \| video | Raportează eroare |
| BN-I-s-B-01341 (RAN: 33211.01, 7419.01)           | Ruină incintă fortificată                                                                                               | sat Dumitra; comuna Dumitra                         | „La cetate”, pe culmea de la NE de sat | sec. XIV - XV | Încarcă foto \| video | Raportează eroare |
| BN-I-s-A-01342 (RAN: 32919.01)                    | Situl arheologic de la Dumitrița, punct „Dealul Cetății”                                                                | sat Dumitrița; comuna Dumitrița                     | „Dealul Cetății” | | Încarcă foto \| video | Raportează eroare |
| BN-I-m-A-01342.01 (RAN: 32919.01.02)              | Așezare fortificată | sat Dumitrița; comuna Dumitrița                     | „Dealul Cetății” | Latène | Încarcă foto \| video | Raportează eroare |
| BN-I-m-A-01342.02 (RAN: 32919.01.01)              | Așezare fortificată | sat Dumitrița; comuna Dumitrița                     | „Dealul Cetății” | Hallstatt | Încarcă foto \| video | Raportează eroare |
| BN-I-s-B-01343 (RAN: 35367.01)                    | Așezare | sat Fânațe; comuna Urmeniș                          | „La Crăciun”, în vatra satului | sec. II - III p. Chr.                                                                                             | Încarcă foto \| video | Raportează eroare |
| BN-I-s-B-01344                                    | Situl arheologic de la Fântânele, punct „Lab”                                                                           | sat Fântânele; comuna Matei                         | „Lab”, pe terasa din stânga drumului la intrarea în sat, între Valea Meleșului și primele case | | Încarcă foto \| video | Raportează eroare |
| BN-I-m-A-01344.01 (RAN: 33701.01.02)              | Așezare | sat Fântânele; comuna Matei                         | „Lab”, pe terasa din stânga drumului, la intrarea în sat, între Valea Meleșului și primele case | sec. II - III p. Chr.                                                                                             |                       | Raportează eroare |
| BN-I-m-B-01344.02 (RAN: 33701.01.01)              | Așezare | sat Fântânele; comuna Matei                         | „Lab”, pe terasa din stânga drumului la intrarea în sat, între Valea Meleșului și primele case | Neolitic | Încarcă foto \| video | Raportează eroare |
| BN-I-s-B-01345 (RAN: 33701.07)                    | Așezare | sat Fântânele; comuna Matei                         | Intravilan, lângă biserica reformată | sec. V - VI | Încarcă foto \| video | Raportează eroare |
| BN-I-s-B-01346 (RAN: 33863.01)                    | Situl arheologic de la Fântânița, punct „La Cumpăna”                                                                    | sat Fântânița; comuna Miceștii de Câmpie            | „La Cumpăna”, SV de sat, lângă drumul comunal spre Miceștii de Câmpie | | Încarcă foto \| video | Raportează eroare |
| BN-I-m-B-01346.01 (RAN: 33863.01.03)              | Așezare | sat Fântânița; comuna Miceștii de Câmpie            | „La Cumpăna”, SV de sat, lângă drumul comunal spre Miceștii de Câmpie | sec. IV p. Chr.                                                                                                   | Încarcă foto \| video | Raportează eroare |
| BN-I-m-B-01346.02 (RAN: 33863.01.02)              | Așezare | sat Fântânița; comuna Miceștii de Câmpie            | „La Cumpăna”, SV de sat, lângă drumul comunal spre Miceștii de Câmpie | sec. II - III p. Chr.                                                                                             | Încarcă foto \| video | Raportează eroare |
| BN-I-m-B-01346.03 (RAN: 33863.01.01)              | Așezare | sat Fântânița; comuna Miceștii de Câmpie            | „La Cumpăna”, SV de sat, lângă drumul comunal spre Miceștii de Câmpie | Hallstatt | Încarcă foto \| video | Raportează eroare |
| BN-I-s-B-01347 (RAN: 33863.02)                    | Așezare | sat Fântânița; comuna Miceștii de Câmpie            | „Pe vale”, 1,5 km E de sat | sec. II - III p. Chr.                                                                                             | Încarcă foto \| video | Raportează eroare |
| BN-I-s-B-01348 (RAN: 33863.03)                    | Așezare | sat Fântânița; comuna Miceștii de Câmpie            | „Hordohiu”, la 2 km NE de sat | sec. II - III p. Chr.                                                                                             | Încarcă foto \| video | Raportează eroare |
| BN-I-s-B-01349 (RAN: 34119.01)                    | Așezare fortificată | sat Feleac; comuna Nușeni                           | „Cetate” | Latène | Încarcă foto \| video | Raportează eroare |
| BN-I-s-B-01350 (RAN: 33284.01)                    | Așezarea de la Galații Bistriței, punct „La Hrube”                                                                      | sat Galații Bistriței; comuna Galații Bistriței     | „La Hrube”, pe pantele dealului din parte de SE a satului | | Încarcă foto \| video | Raportează eroare |
| BN-I-m-B-01350.01                                 | Așezare | sat Galații Bistriței; comuna Galații Bistriței     | „La Hrube”- pe pantele dealului din partea de SE a satului | Latène | Încarcă foto \| video | Raportează eroare |
| BN-I-m-B-01350.02                                 | Necropolă | sat Galații Bistriței; comuna Galații Bistriței     | „La Hrube”, pe pantele dealului din partea de SE a satului | Latène | Încarcă foto \| video | Raportează eroare |
| BN-I-s-B-01351 (RAN: 32410.01)                    | Așezare | localitate componentă Ghinda; municipiul Bistrița   | „Podul paielor”, la intrarea în sat dinspre Bistrița | sec. II - III p. Chr.                                                                                             | Încarcă foto \| video | Raportează eroare |
| BN-I-s-B-01352 (RAN: 33319.01)                    | Situl arheologic de la Herina, punct „Dealul Morii”                                                                     | sat Herina; comuna Galații Bistriței                | „Dealul Morii”, pe terasa din dreapta drumului spre Lechința | | Încarcă foto \| video | Raportează eroare |
| BN-I-m-B-01352.01 (RAN: 33319.01.02)              | Așezare | sat Herina; comuna Galații Bistriței                | „Dealul Morii”, pe terasa din dreapta drumului spre Lechința | Latène | Încarcă foto \| video | Raportează eroare |
| BN-I-m-B-01352.02 (RAN: 33319.01.01)              | Așezare | sat Herina; comuna Galații Bistriței                | „Dealul Morii”, pe terasa din dreapta drumului spre Lechința | Hallstatt | Încarcă foto \| video | Raportează eroare |
| BN-I-s-B-01353 (RAN: 33934.01)                    | Așezare | sat Hirean; comuna Milaș                            | „Gruețe” | sec. II - III p. Chr.                                                                                             | Încarcă foto \| video | Raportează eroare |
| BN-I-s-A-01354 (RAN: 35303.02)                    | Situl arheologic de la Ilișua, punct „Vicinal”                                                                          | sat Ilișua; comuna Uriu                             | „Vicinal”, pe malul stâng al râului Ilișua 47.20944°N 24.14006°E | | Încarcă foto \| video | Raportează eroare |
| BN-I-m-A-01354.01 (RAN: 35303.02.01)              | Castru | sat Ilișua; comuna Uriu                             | „Vicinal”, pe malul stâng al râului Ilișua 47.20972°N 24.14167°E | sec. II - III p. Chr.                                                                                             | Încarcă foto \| video | Raportează eroare |
| BN-I-m-A-01354.02 (RAN: 35303.02.04)              | Thermele castrului | sat Ilișua; comuna Uriu                             | „Vicinal”, pe malul stâng al râului Ilișua 47.20972°N 24.14167°E | sec. II - III p. Chr.                                                                                             | Încarcă foto \| video | Raportează eroare |
| BN-I-m-B-01354.03                                 | Vicus-ul militar | sat Ilișua; comuna Uriu                             | „Vicinal”, pe malul stâng al râului Ilișua | sec. II - III p. Chr.                                                                                             | Încarcă foto \| video | Raportează eroare |
| BN-I-m-B-01354.04                                 | Așezare | sat Ilișua; comuna Uriu                             | „Vicinal”, pe malul stâng al râului Ilișua | Epoca bronzului                                                                                                   | Încarcă foto \| video | Raportează eroare |
| BN-I-s-B-01355 (RAN: 33809.01)                    | Situl arheologic de la Jeica, punct „Hotarul Nou”                                                                       | sat Jeica; comuna Mărișelu                          | „Hotarul Nou”, în partea de NE a satului | | Încarcă foto \| video | Raportează eroare |
| BN-I-m-B-01355.01 (RAN: 33809.01.02)              | Așezare | sat Jeica; comuna Mărișelu                          | „Hotarul Nou”, în partea de NE a satului | Epoca romană | Încarcă foto \| video | Raportează eroare |
| BN-I-m-B-01355.02 (RAN: 33809.01.01)              | Așezare | sat Jeica; comuna Mărișelu                          | „Hotarul Nou”, în partea de NE a satului | Epoca bronzului                                                                                                   | Încarcă foto \| video | Raportează eroare |
| BN-I-s-B-01356 (RAN: 33809.02)                    | Turn roman | sat Jeica; comuna Mărișelu                          | „Dealul Zburătorilor”, la V de sat, altitudine 568 m. | sec. II - III p. Chr.                                                                                             | Încarcă foto \| video | Raportează eroare |
| BN-I-s-B-01357 (RAN: 32731.01)                    | Situl arheologic de la Jelna, punct „Biserica evanghelică”                                                              | sat Jelna; comuna Budacu de Jos                     | În jurul fostei biserici evanghelice | | Încarcă foto \| video | Raportează eroare |
| BN-I-m-B-01357.01 (RAN: 32731.01.02)              | Așezare | sat Jelna; comuna Budacu de Jos                     | În jurul fostei biserici evanghelice | sec. II-III p. Chr.                                                                                               | Încarcă foto \| video | Raportează eroare |
| BN-I-m-B-01357.02 (RAN: 32731.01.01)              | Așezare | sat Jelna; comuna Budacu de Jos                     | În jurul fostei biserici evanghelice | Epoca bronzului                                                                                                   | Încarcă foto \| video | Raportează eroare |
| BN-I-s-B-01358 (RAN: 32731.02)                    | Așezare | sat Jelna; comuna Budacu de Jos                     | „La Table”, în dreapta drumului, la intrarea în sat dinspre Bistrița | sec. II - III p. Chr.                                                                                             | Încarcă foto \| video | Raportează eroare |
| BN-I-s-B-01359 (RAN: 33444.01)                    | Așezare | sat Lechința; comuna Lechința                       | „Poderei”, la 2 km NV de sat, în stânga drumului spre Chiraleș | Epoca bronzului                                                                                                   | Încarcă foto \| video | Raportează eroare |
| BN-I-s-B-01360 (RAN: 33444.02)                    | Situl arheologic de la Lechința, punct „La Savinca”                                                                     | sat Lechința; comuna Lechința                       | „La Savinca”, la SV de sat inspre Matei | | Încarcă foto \| video | Raportează eroare |
| BN-I-m-B-01360.01                                 | Așezare | sat Lechința; comuna Lechința                       | „La Savinca”, la SV de sat înspre Matei | Epoca medievală timpurie                                                                                          | Încarcă foto \| video | Raportează eroare |
| BN-I-m-B-01360.02 (RAN: 33444.02.01)              | Așezare | sat Lechința; comuna Lechința                       | „La Savinca”, SV de sat înspre Matei | Epoca bronzului                                                                                                   | Încarcă foto \| video | Raportează eroare |
| BN-I-s-A-01361 (RAN: 33550.01)                    | Castru cu val de pământ                                                                                                 | sat Livezile; comuna Livezile                       | „Poderei” 47.18331°N 24.57561°E | sec. II - III p. Chr.                                                                                             | Încarcă foto \| video | Raportează eroare |
| BN-I-s-B-01362 (RAN: 33550.02)                    | Așezare | sat Livezile; comuna Livezile                       | „Răcislog”, la S de localitate, pe malul pârâului | Epoca bronzului, Cultura Wietenberg                                                                               | Încarcă foto \| video | Raportează eroare |
| BN-I-s-B-01363 (RAN: 33667.01)                    | Așezare | sat Matei; comuna Matei                             | Vatra satului | sec. II - III p. Chr.                                                                                             | Încarcă foto \| video | Raportează eroare |
| BN-I-s-B-01364 (RAN: 33774.01)                    | Așezare | sat Mărișelu; comuna Mărișelu                       | „Castăuți”, la SV, pe terasa din apropierea satului | Epoca bronzului, Cultura Coțofeni                                                                                 | Încarcă foto \| video | Raportează eroare |
| BN-I-s-B-01365 (RAN: 33854.01)                    | Situl arheologic de la Miceștiide Câmpie, punct „Grui”                                                                  | sat Miceștii de Câmpie; comuna Miceștii de Câmpie   | „Grui”, pe terasa dintre drumurile comunale, spre Fântânița și Visuia | | Încarcă foto \| video | Raportează eroare |
| BN-I-m-B-01365.01 (RAN: 33854.01.02)              | Așezare | sat Miceștii de Câmpie; comuna Miceștii de Câmpie   | „Grui”, pe terasa dintre drumurile comunale, spre Fântânița și Visuia | sf. sec. III-sec. IV                                                                                              | Încarcă foto \| video | Raportează eroare |
| BN-I-m-B-01365.02 (RAN: 33854.01.03)              | Așezare | sat Miceștii de Câmpie; comuna Miceștii de Câmpie   | „Grui”, pe terasa dintre drumurile comunale, spre Fântânița și Visuia | sec. II - III p. Chr.                                                                                             | Încarcă foto \| video | Raportează eroare |
| BN-I-m-B-01365.03 (RAN: 33854.01.01)              | Așezare | sat Miceștii de Câmpie; comuna Miceștii de Câmpie   | „Grui”, pe terasa dintre drumurile comunale, spre Fântânița și Visuia | Latène | Încarcă foto \| video | Raportează eroare |
| BN-I-m-B-01365.04 (RAN: 33854.01.04)              | Așezare | sat Miceștii de Câmpie; comuna Miceștii de Câmpie   | „Grui”, pe terasa dintre drumurile comunale, spre Fântânița și Visuia | Epoca bronzului                                                                                                   | Încarcă foto \| video | Raportează eroare |
| BN-I-s-B-01366 (RAN: 32740.01)                    | Situl arheologic de la Monariu, punct „Lângă pârâul Sărat”                                                              | sat Monariu; comuna Budacu de Jos                   | Lângă pârâul Sărat | | Încarcă foto \| video | Raportează eroare |
| BN-I-m-B-01366.01 (RAN: 32740.01.02)              | Așezare | sat Monariu; comuna Budacu de Jos                   | Lângă pârâul Sarat | Hallstatt | Încarcă foto \| video | Raportează eroare |
| BN-I-m-B-01366.02 (RAN: 32740.01.01)              | Așezare | sat Monariu; comuna Budacu de Jos                   | Lângă pârâul Sarat | Epoca bronzului                                                                                                   | Încarcă foto \| video | Raportează eroare |
| BN-I-s-B-01367 (RAN: 33961.01)                    | Situl arheologic de la Monor, punct „Cetatea”                                                                           | sat Monor; comuna Monor                             | „Cetatea” | | Încarcă foto \| video | Raportează eroare |
| BN-I-m-B-01367.01 (RAN: 33961.01.02)              | Fortificație de pământ                                                                                                  | sat Monor; comuna Monor                             | „Cetatea” | Latène | Încarcă foto \| video | Raportează eroare |
| BN-I-m-B-01367.02 (RAN: 33961.01.01)              | Așezare fortificată | sat Monor; comuna Monor                             | „Cetatea” | Hallstatt | Încarcă foto \| video | Raportează eroare |
| BN-I-s-B-01368 (RAN: 33961.02)                    | Așezare | sat Monor; comuna Monor                             | În parcul din apropierea Primăriei | Hallstatt | Încarcă foto \| video | Raportează eroare |
| BN-I-s-B-01369 (RAN: 33961.03)                    | Turn roman | sat Monor; comuna Monor                             | „Braniștea” | sec. II - III p. Chr.                                                                                             | Încarcă foto \| video | Raportează eroare |
| BN-I-s-B-01371 (RAN: 32991.01)                    | Burgus roman | sat Negrilești; comuna Negrilești                   | „Cetatea lui Negru Vodă” | sec. II-III p. Chr.                                                                                               | Încarcă foto \| video | Raportează eroare |
| BN-I-s-B-01372 (RAN: 32991.02)                    | Turn roman | sat Negrilești; comuna Negrilești                   | „Cetatea lui Motogna” | sec. II - III p. Chr.                                                                                             | Încarcă foto \| video | Raportează eroare |
| BN-I-s-B-01373 (RAN: 33998.01)                    | Așezare | sat Nimigea de Jos; comuna Nimigea                  | La S de sat, lângă grajduri | sec. II-III p. Chr.                                                                                               | Încarcă foto \| video | Raportează eroare |
| BN-I-s-B-01374 (RAN: 33998.02)                    | Așezare fortificată | sat Nimigea de Sus; comuna Nimigea                  | „Dealul Cetății” | Epoca bronzului                                                                                                   | Încarcă foto \| video | Raportează eroare |
| BN-I-s-B-01375 (RAN: 35027.01)                    | Situl arheologic de la Ocnița, punct „Valea Lupului”                                                                    | sat Ocnița; comuna Teaca                            | „Valea Lupului”, pe valea de la V de sat | Cultura Sântana de Mureș-Cerneahov                                                                                | Încarcă foto \| video | Raportează eroare |
| BN-I-m-B-01375.01 (RAN: 35027.01.02)              | Așezare | sat Ocnița; comuna Teaca                            | „Valea Lupului”, pe valea de la V de sat | sec. IV p. Chr., Epoca migrațiilor, epoca medievală timpurie, epoca medievală, Cultura Sântana de Mureș-Cerneahov | Încarcă foto \| video | Raportează eroare |
| BN-I-m-B-01375.02 (RAN: 35027.01.01)              | Necropolă | sat Ocnița; comuna Teaca                            | „Valea Lupului”, pe valea de la V de sat | sec. IV p. Chr., Cultura Sântana de Mureș-Cerneahov                                                               | Încarcă foto \| video | Raportează eroare |
| BN-I-m-B-01375.03 (RAN: 35027.01.03)              | Așezare | sat Ocnița; comuna Teaca                            | „Valea Lupului”, pe valea de la V de sat | sec. II-III p. Chr.                                                                                               | Încarcă foto \| video | Raportează eroare |
| BN-I-m-B-01375.04 (RAN: 35027.01.04)              | Așezare | sat Ocnița; comuna Teaca                            | „Valea Lupului”, pe valea de la V de sat | Hallstatt timpuriu, Epoca bronzului                                                                               | Încarcă foto \| video | Raportează eroare |
| BN-I-s-B-01376 (RAN: 35027.02)                    | Situl arheologic de la Ocnița, punct „La Dâlme”                                                                         | sat Ocnița; comuna Teaca                            | „La Dâlme” | | Încarcă foto \| video | Raportează eroare |
| BN-I-m-B-01376.01 (RAN: 35027.02.03)              | Așezare | sat Ocnița; comuna Teaca                            | „La dâlme” | sec. XI - XII | Încarcă foto \| video | Raportează eroare |
| BN-I-m-B-01376.02 (RAN: 35027.02.02)              | Așezare | sat Ocnița; comuna Teaca                            | „La dâlme” | Latène | Încarcă foto \| video | Raportează eroare |
| BN-I-m-B-01376.03 (RAN: 35027.02.01)              | Așezare | sat Ocnița; comuna Teaca                            | „La dâlme” | Epoca bronzului                                                                                                   | Încarcă foto \| video | Raportează eroare |
| BN-I-s-A-01377 (RAN: 32928.01)                    | Situl arheologic de la Orheiu Bistriței                                                                                 | sat Orheiu Bistriței; comuna Cetate                 | În intravilan și înjurulsatului, între biserică și cimitir 47.0967°N 24.5936°E | | Încarcă foto \| video | Raportează eroare |
| BN-I-m-A-01377.01 (RAN: 32928.01.01)              | Castru | sat Orheiu Bistriței; comuna Cetate                 | În intravilan și înjurulsatului, între biserică și cimitir | sec. II - III p. Chr.                                                                                             | Încarcă foto \| video | Raportează eroare |
| BN-I-m-A-01377.02                                 | Vicus | sat Orheiu Bistriței; comuna Cetate                 | În intravilan și în jurul satului între biserică și cimitir | sec. II - III p. Chr.                                                                                             | Încarcă foto \| video | Raportează eroare |
| BN-I-s-B-01378 (RAN: 35456.01)                    | Burgus roman | sat Perișor; comuna Zagra                           | Vârful „Comoara” | sec. II - III p. Chr.                                                                                             | Încarcă foto \| video | Raportează eroare |
| BN-I-s-B-01379 (RAN: 35036.01)                    | Ruine fortificație medievală                                                                                            | sat Posmuș; comuna Șieu                             | „Cetățuia” | sec. XIII-XIV | Încarcă foto \| video | Raportează eroare |
| BN-I-s-B-01380 (RAN: 34743.01)                    | Tumul | sat Podirei; comuna Șieu-Măgheruș                   | Vatra satului, parcela situată în stânga șoselei dinspre Șieu-Măgheruș | | Încarcă foto \| video | Raportează eroare |
| BN-I-s-B-01381 (RAN: 33417.01)                    | Așezare | sat Rusu Bârgăului; comuna Josenii Bârgăului        | „Contenita”, pe malul stâng al râului Bistrița | Hallstatt | Încarcă foto \| video | Raportează eroare |
| BN-I-s-B-01382 (RAN: 33417.02)                    | Turn roman | sat Rusu Bârgăului; comuna Josenii Bârgăului        | „Mendenț” | sec. II - III p. Chr.                                                                                             | Încarcă foto \| video | Raportează eroare |
| BN-I-s-B-01383 (RAN: 34137.01)                    | Așezare | sat Rusu de Sus; comuna Nușeni                      | La marginea intravilanului, înspre Rusu de Jos, în stânga drumului | Hallstatt | Încarcă foto \| video | Raportează eroare |
| BN-I-s-B-01384 (RAN: 34887.01)                    | Așezare fortificată | sat Ruștior; comuna Șieuț                           | „La scoruș” | Latène | Încarcă foto \| video | Raportează eroare |
| BN-I-s-B-01370 (RAN: 32553.01)                    | Turn roman | sat Salva; comuna Salva                             | „Dumbrava” | sec. II - III p. Chr.                                                                                             | Încarcă foto \| video | Raportează eroare |
| BN-I-s-B-01385 (RAN: 34404.01)                    | Așezare | sat Salva; comuna Salva                             | „Mocirla”, în stânga râului Sălăuța | sec. II - III p. Chr.                                                                                             | Încarcă foto \| video | Raportează eroare |
| BN-I-s-B-01386 (RAN: 32893.01)                    | Ruine fortificație | sat Satu Nou; comuna Cetate                         | „Burg” | Epoca medievală                                                                                                   | Încarcă foto \| video | Raportează eroare |
| BN-I-s-B-01387 (RAN: 32893.02)                    | Așezare | sat Satu Nou; comuna Cetate                         | „Aluneasa” | Epoca bronzului                                                                                                   | Încarcă foto \| video | Raportează eroare |
| BN-I-s-B-01388 (RAN: 34510.01)                    | Situl arheologic de la Sălcuța, punct „Cânepiște”                                                                       | sat Sălcuța; comuna Sânmihaiu de Câmpie             | „Cânepiște”, la marginea estică a satului | Epoca romană | Încarcă foto \| video | Raportează eroare |
| BN-I-m-B-01388.01 (RAN: 34510.01.03)              | Așezare | sat Sălcuța; comuna Sânmihaiu de Câmpie             | „Cânepiște”, la marginea estică a satului | sec. II - III p. Chr.                                                                                             | Încarcă foto \| video | Raportează eroare |
| BN-I-m-B-01388.02 (RAN: 34510.01.02)              | Așezare | sat Sălcuța; comuna Sânmihaiu de Câmpie             | „Cânepiște”, la marginea estică a satului | Latène | Încarcă foto \| video | Raportează eroare |
| BN-I-m-B-01388.03 (RAN: 34510.01.01)              | Așezare | sat Sălcuța; comuna Sânmihaiu de Câmpie             | „Cânepiște”, la marginea estică a satului | Hallstatt | Încarcă foto \| video | Raportează eroare |
| BN-I-s-A-01389 (RAN: 34752.01)                    | Situl arheologic de la Sărățel, punct „Dealul Cetate”                                                                   | sat Sărățel; comuna Șieu-Măgheruș                   | Dealul „Cetate” | | Încarcă foto \| video | Raportează eroare |
| BN-I-m-A-01389.01 (RAN: 34752.01.02)              | Turn roman | sat Sărățel; comuna Șieu-Măgheruș                   | Dealul „Cetate” | Epoca romană | Încarcă foto \| video | Raportează eroare |
| BN-I-m-A-01389.02 (RAN: 34752.01.01)              | Așezare fortificată | sat Sărățel; comuna Șieu-Măgheruș                   | Dealul „Cetate” | Latène | Încarcă foto \| video | Raportează eroare |
| BN-I-s-B-01390 (RAN: 34752.02)                    | Situl arheologic de la Sărățel, punct „După Grădini”                                                                    | sat Sărățel; comuna Șieu-Măgheruș                   | „După grădini”, în stânga șoselei spre Arcalia | | Încarcă foto \| video | Raportează eroare |
| BN-I-m-B-01390.01 (RAN: 34752.02.06)              | Așezare | sat Sărățel; comuna Șieu-Măgheruș                   | „După grădini”, în stânga șoselei spre Arcalia | Epoca medievală                                                                                                   | Încarcă foto \| video | Raportează eroare |
| BN-I-m-B-01390.02 (RAN: 34752.02.04)              | Așezare | sat Sărățel; comuna Șieu-Măgheruș                   | „După grădini”, în stânga șoselei spre Arcalia | sf. sec. III - sec. IV p. Chr.                                                                                    | Încarcă foto \| video | Raportează eroare |
| BN-I-m-B-01390.03 (RAN: 34752.02.03)              | Așezare | sat Sărățel; comuna Șieu-Măgheruș                   | „După grădini”, în stânga șoselei spre Arcalia | Latène | Încarcă foto \| video | Raportează eroare |
| BN-I-m-B-01390.04 (RAN: 34752.02.02)              | Așezare | sat Sărățel; comuna Șieu-Măgheruș                   | „După grădini”, în stânga șoselei spre Arcalia | Epoca bronzului                                                                                                   | Încarcă foto \| video | Raportează eroare |
| BN-I-m-B-01390.05 (RAN: 34752.02.01)              | Așezare | sat Sărățel; comuna Șieu-Măgheruș                   | „După grădini”, în stânga șoselei spre Arcalia | Neolitic | Încarcă foto \| video | Raportează eroare |
| BN-I-m-B-01391                                    | Situl arheologic de la Sângeorzu Nou, punct „Complexul zootehnic”                                                       | sat Sângeorzu Nou; comuna Lechința                  | Lângă Complexul zootehnic, în partea de N a hotarului | | Încarcă foto \| video | Raportează eroare |
| BN-I-m-B-01391.01 (RAN: 33471.01.02)              | Așezare | sat Sângeorzu Nou; comuna Lechința                  | Lângă Complexul zootehnic, în partea de N a hotarului | sec. IX - XI | Încarcă foto \| video | Raportează eroare |
| BN-I-m-B-01391.02 (RAN: 33471.01.01)              | Așezare | sat Sângeorzu Nou; comuna Lechința                  | Lângă Complexul zootehnic, în partea de N a hotarului | sec. II - III p. Chr.                                                                                             | Încarcă foto \| video | Raportează eroare |
| BN-I-s-B-01392 (RAN: 33471.02)                    | Situl arheologic de la Sângeorzu Nou, punct „Saivane”                                                                   | sat Sângeorzu Nou; comuna Lechința                  | „Saivane”, la SV de localitate | | Încarcă foto \| video | Raportează eroare |
| BN-I-m-B-01392.01 (RAN: 33471.02.02)              | Așezare | sat Sângeorzu Nou; comuna Lechința                  | „Saivane”, la SV de localitate | sec. IV p. Chr.                                                                                                   | Încarcă foto \| video | Raportează eroare |
| BN-I-m-B-01392.02 (RAN: 33471.02.01)              | Așezare | sat Sângeorzu Nou; comuna Lechința                  | „Saivane”, la SV de localitate | sec. II - III p. Chr.                                                                                             | Încarcă foto \| video | Raportează eroare |
| BN-I-s-B-01393 (RAN: 34486.01)                    | Situl arheologic de la Sânmihaiu de Câmpie, punct „Podișele”                                                            | sat Sânmihaiu de Câmpie; comuna Sânmihaiu de Câmpie | „Podișele”, în dreapta șoselei, la 1 km N de sat | | Încarcă foto \| video | Raportează eroare |
| BN-I-m-B-01393.01 (RAN: 34486.01.02)              | Așezare | sat Sânmihaiu de Câmpie; comuna Sânmihaiu de Câmpie | „Podișele”, în dreapta șoselei, la 1 km N de sat | sec. IV p. Chr.                                                                                                   | Încarcă foto \| video | Raportează eroare |
| BN-I-m-B-01393.02 (RAN: 34486.01.01)              | Așezare | sat Sânmihaiu de Câmpie; comuna Sânmihaiu de Câmpie | „Podișele”, în dreapta șoselei, la 1 km N de sat | sec. II - III p. Chr.                                                                                             | Încarcă foto \| video | Raportează eroare |
| BN-I-s-B-01394 (RAN: 34486.02)                    | Situl arheologic de la Sânmihaiu de Câmpie, punct „Ciorotei”                                                            | sat Sânmihaiu de Câmpie; comuna Sânmihaiu de Câmpie | „Ciorotei”, în partea de SE a hotarului | | Încarcă foto \| video | Raportează eroare |
| BN-I-m-B-01394.01 (RAN: 34486.02.03)              | Așezare | sat Sânmihaiu de Câmpie; comuna Sânmihaiu de Câmpie | „Ciorotei”, în partea de SE a hotarului | Epoca medievală timpurie                                                                                          | Încarcă foto \| video | Raportează eroare |
| BN-I-m-B-01394.02 (RAN: 34486.02.02)              | Așezare | sat Sânmihaiu de Câmpie; comuna Sânmihaiu de Câmpie | „Ciorotei”, în partea de SE a hotarului | Hallstatt | Încarcă foto \| video | Raportează eroare |
| BN-I-m-B-01394.03 (RAN: 34486.02.01)              | Așezare | sat Sânmihaiu de Câmpie; comuna Sânmihaiu de Câmpie | „Ciorotei”, în partea de SE a hotarului | Epoca bronzului                                                                                                   | Încarcă foto \| video | Raportează eroare |
| BN-I-s-B-01396 (RAN: 32438.01)                    | Turn roman | localitatea Sigmir; municipiul Bistrița             | Dealul dintre Sigmir și Caila, la cota 574 m | sec. II - III p. Chr.                                                                                             | Încarcă foto \| video | Raportează eroare |
| BN-I-s-B-01397 (RAN: 34431.01)                    | Așezare | sat Silivașu de Câmpie; comuna Silivașu de Câmpie   | „Budiștea” | Epoca bronzului                                                                                                   | Încarcă foto \| video | Raportează eroare |
| BN-I-s-B-01398 (RAN: 34431.02)                    | Așezare | sat Silivașu de Câmpie; comuna Silivașu de Câmpie   | „Drâmoaia” | sec. II - III p. Chr.                                                                                             | Încarcă foto \| video | Raportează eroare |
| BN-I-s-B-01399 (RAN: 34431.03)                    | Situl arheologic de la Silivașu de Câmpie, punct „Dosul Săicii”                                                         | sat Silivașu de Câmpie; comuna Silivașu de Câmpie   | „Dosul Săicii” | | Încarcă foto \| video | Raportează eroare |
| BN-I-m-B-01399.01 (RAN: 34431.03.03)              | Așezare | sat Silivașu de Câmpie; comuna Silivașu de Câmpie   | „Dosul Săicii”, la cca. 4 km S de localitate | sec. IV p. Chr.                                                                                                   | Încarcă foto \| video | Raportează eroare |
| BN-I-m-B-01399.02 (RAN: 34431.03.02)              | Așezare | sat Silivașu de Câmpie; comuna Silivașu de Câmpie   | „Dosul Săicii”, la cca. 4 km S de localitate | sec. II - III p. Chr.                                                                                             | Încarcă foto \| video | Raportează eroare |
| BN-I-m-B-01399.03 (RAN: 34431.03.01)              | Așezare | sat Silivașu de Câmpie; comuna Silivașu de Câmpie   | „Dosul Săicii”, la cca. 4 km S de localitate | Epoca bronzului                                                                                                   | Încarcă foto \| video | Raportează eroare |
| BN-I-s-B-01400 (RAN: 32759.01)                    | Turn roman | sat Simionești; comuna Budacu de Jos                | „Măgura” | sec. II - III p. Chr.                                                                                             | Încarcă foto \| video | Raportează eroare |
| BN-I-s-B-01401                                    | Sistem de supraveghere și apărare a limesului Daciei în sectorul Sita - Spermezeu                                       | sat Sita; comuna Spermezeu                          | | sec. II - III p. Chr.                                                                                             | Încarcă foto \| video | Raportează eroare |
| BN-I-m-B-01401.01 (RAN: 34592.01.01)              | Turn roman | sat Sita; comuna Spermezeu                          | „Vârful Sitii” | sec. II - III p. Chr.                                                                                             | Încarcă foto \| video | Raportează eroare |
| BN-I-m-B-01401.02 (RAN: 34592.02.01)              | Turn roman | sat Sita; comuna Spermezeu                          | „Capul Dealului” sau „Casa Urieșului” | sec. II - III p. Chr.                                                                                             | Încarcă foto \| video | Raportează eroare |
| BN-I-m-B-01401.03 (RAN: 34592.03.01)              | Turn roman | sat Sita; comuna Spermezeu                          | „Ponoare” | sec. II - III p. Chr.                                                                                             | Încarcă foto \| video | Raportează eroare |
| BN-I-s-B-01404 (RAN: 32447.01)                    | Așezare | localitatea Slătinița; municipiul Bistrița          | „Zeif” | Neolitic | Încarcă foto \| video | Raportează eroare |
| BN-I-s-B-01405 (RAN: 33104.01)                    | Situl arheologic de la Strugureni, punct „Vatra satului”                                                                | sat Strugureni; comuna Chiochiș                     | Vatra satului | | Încarcă foto \| video | Raportează eroare |
| BN-I-m-B-01405.01 (RAN: 33104.01.02)              | Așezare | sat Strugureni; comuna Chiochiș                     | Vatra satului | Epoca medievală                                                                                                   | Încarcă foto \| video | Raportează eroare |
| BN-I-m-B-01405.02 (RAN: 33104.01.01)              | Așezare | sat Strugureni; comuna Chiochiș                     | Vatra satului | sec. II - III p. Chr.                                                                                             | Încarcă foto \| video | Raportează eroare |
| BN-I-s-B-01406 (RAN: 33104.02)                    | Asezare | sat Strugureni; comuna Chiochiș                     | Vatra satului | Hallstatt | Încarcă foto \| video | Raportează eroare |
| BN-I-s-A-01407 (RAN: 34529.01)                    | Situl arheologic de la Stupini, punct „Fânațele Archiudului”                                                            | sat Stupini; comuna Sânmihaiu de Câmpie             | „Fânațele Archiudului”, pe malul stîng al pârâului Brătenilor 46.88278°N 24.37278°E | | Încarcă foto \| video | Raportează eroare |
| BN-I-m-A-01407.01 (RAN: 34529.01.04)              | Așezare | sat Stupini; comuna Sânmihaiu de Câmpie             | „Fânațele Archiudului”, pe malul stîng al pârâului Brătenilor 46.88278°N 24.37278°E | Epoca migrațiilor, Epoca medievală timpurie                                                                       | Încarcă foto \| video | Raportează eroare |
| BN-I-m-A-01407.02 (RAN: 34529.01.05)              | Așezare | sat Stupini; comuna Sânmihaiu de Câmpie             | „Fânațele Archiudului”, pe malul stîng al pârâului Brătenilor 46.88278°N 24.37278°E | sec. II-III p. Chr.                                                                                               | Încarcă foto \| video | Raportează eroare |
| BN-I-m-A-01407.03 (RAN: 34529.01.03)              | Așezare | sat Stupini; comuna Sânmihaiu de Câmpie             | „Fânațele Archiudului”, pe malul stîng al pârâului Brătenilor 46.88278°N 24.37278°E | Halltstatt | Încarcă foto \| video | Raportează eroare |
| BN-I-m-A-01407.04 (RAN: 34529.01.01)              | Așezare | sat Stupini; comuna Sânmihaiu de Câmpie             | „Fânațele Archiudului”, pe malul stîng al pârâului Brătenilor 46.88278°N 24.37278°E | Epoca bronzului                                                                                                   | Încarcă foto \| video | Raportează eroare |
| BN-I-m-A-01407.05 (RAN: 34529.01.07)              | Așezare | sat Stupini; comuna Sânmihaiu de Câmpie             | „Fânațele Archiudului”, pe malul stîng al pârâului Brătenilor 46.88278°N 24.37278°E | Eneolitic | Încarcă foto \| video | Raportează eroare |
| BN-I-s-A-01408 (RAN: 34529.02)                    | Situl arheologic de la Stupini, punct „Vătașniță”                                                                       | sat Stupini; comuna Sânmihaiu de Câmpie             | „Vătașniță”, în zona fostelor grajduri ale CAP | | Încarcă foto \| video | Raportează eroare |
| BN-I-m-A-01408.01 (RAN: 34529.02.04)              | Așezare | sat Stupini; comuna Sânmihaiu de Câmpie             | „Vătașniță”, în zona fostelor grajduri ale CAP | sec. VI - VIII | Încarcă foto \| video | Raportează eroare |
| BN-I-m-A-01408.02 (RAN: 34529.02.03)              | Așezare | sat Stupini; comuna Sânmihaiu de Câmpie             | „Vătașniță”, în zona fostelor grajduri ale CAP | Hallstatt | Încarcă foto \| video | Raportează eroare |
| BN-I-s-B-01409 (RAN: 34654.01)                    | Așezare | sat Șieu; comuna Șieu                               | „Podul Ardanului” | Hallstatt | Încarcă foto \| video | Raportează eroare |
| BN-I-s-A-01410 (RAN: 34707.01)                    | Situl arheologic de la Șieu-Măgheruș, punct „Cetatea”                                                                   | sat Șieu-Măgheruș; comuna Șieu-Măgheruș             | „Cetatea” | | Încarcă foto \| video | Raportează eroare |
| BN-I-m-A-01410.01 (RAN: 34707.01.03)              | Așezare fortificată | sat Șieu-Măgheruș; comuna Șieu-Măgheruș             | „Cetatea” | Epoca medievală                                                                                                   | Încarcă foto \| video | Raportează eroare |
| BN-I-m-A-01410.02 (RAN: 34707.01.02)              | Așezare fortificată | sat Șieu-Măgheruș; comuna Șieu-Măgheruș             | „Cetatea” | Latène | Încarcă foto \| video | Raportează eroare |
| BN-I-m-A-01410.03 (RAN: 34707.01.01)              | Așezare fortificată | sat Șieu-Măgheruș; comuna Șieu-Măgheruș             | „Cetatea” | Epoca bronzului                                                                                                   | Încarcă foto \| video | Raportează eroare |
| BN-I-s-B-01411 (RAN: 34707.02)                    | Așezare | sat Șieu-Măgheruș; comuna Șieu-Măgheruș             | În dreptul stației CFR | Eneolitic | Încarcă foto \| video | Raportează eroare |
| BN-I-s-A-01412 (RAN: 34789.01)                    | Situl arheologic de la Șieu - Odorhei, punct „Șomoștauă”                                                                | sat Șieu-Odorhei; comuna Șieu-Odorhei               | „Șomoștauă”, pe malul stâng al râului Șieu | | Încarcă foto \| video | Raportează eroare |
| BN-I-m-A-01412.01 (RAN: 34789.01.03)              | Așezare | sat Șieu-Odorhei; comuna Șieu-Odorhei               | „Șomoștauă”, pe malul stâng al râului Șieu | Epoca medievală timpurie                                                                                          | Încarcă foto \| video | Raportează eroare |
| BN-I-m-A-01412.02 (RAN: 34789.01.02)              | Așezare | sat Șieu-Odorhei; comuna Șieu-Odorhei               | „Șomoștauă”, pe malul stâng al râului Șieu | sec. V-VI | Încarcă foto \| video | Raportează eroare |
| BN-I-m-A-01412.03 (RAN: 34789.01.01)              | Așezare | sat Șieu-Odorhei; comuna Șieu-Odorhei               | „Șomoștauă”, pe malul stâng al râului Șieu | Epoca bronzului târziu                                                                                            | Încarcă foto \| video | Raportează eroare |
| BN-I-s-A-01413 (RAN: 34789.02)                    | Așezare | sat Șieu-Odorhei; comuna Șieu-Odorhei               | Lângășcoala din sat, în vatra satului | sec. II - III p. Chr.                                                                                             | Încarcă foto \| video | Raportează eroare |
| BN-I-s-B-01414 (RAN: 34967.01)                    | Așezare | sat Șieu-Sfântu; comuna Șintereag                   | „Peste Ape” | Epoca bronzului                                                                                                   | Încarcă foto \| video | Raportează eroare |
| BN-I-s-B-01415 (RAN: 34912.01)                    | Așezare | sat Șintereag; comuna Șintereag                     | „Pe cremene”, pe terasa din dreapta drumului, în spatele școlii generale | Neolitic | Încarcă foto \| video | Raportează eroare |
| BN-I-s-A-01416 (RAN: 34841.01)                    | Așezare fortificată | sat Șirioara; comuna Șieu-Odorhei                   | „Cetățuia”, terasa dintre Chiraleș și Șirioara | sec. X - XII | Încarcă foto \| video | Raportează eroare |
| BN-I-s-A-01417 (RAN: 34841.02)                    | Situl arheologic de la Șirioara, punct „Poderei”                                                                        | sat Șirioara; comuna Șieu-Odorhei                   | „Poderei” | | Încarcă foto \| video | Raportează eroare |
| BN-I-m-A-01417.01 (RAN: 34841.02.01)              | Așezare | sat Șirioara; comuna Șieu-Odorhei                   | „Poderei” | sec. X - XII | Încarcă foto \| video | Raportează eroare |
| BN-I-m-A-01417.02 (RAN: 34841.02.02)              | Necropolă | sat Șirioara; comuna Șieu-Odorhei                   | „Poderei” | sec. X - XII | Încarcă foto \| video | Raportează eroare |
| BN-I-s-B-01418 (RAN: 35394.01)                    | Situl arheologic de la Șopteriu, punct „La intrarea în sat”                                                             | sat Șopteriu; comuna Urmeniș                        | La intrarea în sat dinspre Urmeniș, în vatra satului | | Încarcă foto \| video | Raportează eroare |
| BN-I-m-B-01418.01 (RAN: 35394.01.03)              | Așezare | sat Șopteriu; comuna Urmeniș                        | La intrarea în sat dinspre Urmeniș, în vatra satului | sec. IV p. chr.                                                                                                   | Încarcă foto \| video | Raportează eroare |
| BN-I-m-B-01418.02 (RAN: 35394.01.04)              | Așezare | sat Șopteriu; comuna Urmeniș                        | La intrarea în sat dinspre Urmeniș, în vatra satului | sec. II-III p. Chr.                                                                                               | Încarcă foto \| video | Raportează eroare |
| BN-I-m-B-01418.03 (RAN: 35394.01.02)              | Așezare | sat Șopteriu; comuna Urmeniș                        | La intrarea în sat dinspre Urmeniș, în vatra satului | Latène | Încarcă foto \| video | Raportează eroare |
| BN-I-m-B-01418.04 (RAN: 35394.01.01)              | Așezare | sat Șopteriu; comuna Urmeniș                        | La intrarea în sat dinspre Urmeniș, în vatra satului | Hallstatt | Încarcă foto \| video | Raportează eroare |
| BN-I-s-B-01420 (RAN: 33239.01)                    | Situl arheologic de la Tărpiu, punct „Pe vale”                                                                          | sat Tărpiu; comuna Dumitra                          | La 1 km SE de sat, în jurul fostelor saivane IAS | | Încarcă foto \| video | Raportează eroare |
| BN-I-m-B-01420.01 (RAN: 33239.01.02)              | Așezare | sat Tărpiu; comuna Dumitra                          | „Pe vale” | sec. IV p. Chr.                                                                                                   | Încarcă foto \| video | Raportează eroare |
| BN-I-m-B-01420.02 (RAN: 33239.01.03)              | Așezare | sat Tărpiu; comuna Dumitra                          | „Pe vale” | sec. II - III p. Chr.                                                                                             | Încarcă foto \| video | Raportează eroare |
| BN-I-m-B-01420.03 (RAN: 33239.01.04)              | Așezare | sat Tărpiu; comuna Dumitra                          | „Pe vale” | Latène | Încarcă foto \| video | Raportează eroare |
| BN-I-m-B-01420.04 (RAN: 33239.01.01)              | Așezare | sat Tărpiu; comuna Dumitra                          | „Pe vale” | Hallstatt | Încarcă foto \| video | Raportează eroare |
| BN-I-s-B-01421 (RAN: 34066.01)                    | Așezare | sat Tăure; comuna Nimigea                           | „Fața stânii” | Epoca bronzului                                                                                                   | Încarcă foto \| video | Raportează eroare |
| BN-I-s-B-01422 (RAN: 34994.01)                    | Situl arheologic de la Teaca, punct „Vatra satului”                                                                     | sat Teaca; comuna Teaca                             | În vatra satului, între DJ spre Archiud și Valea Dipșii | | Încarcă foto \| video | Raportează eroare |
| BN-I-m-B-01422.01 (RAN: 34994.01.03)              | Așezare | sat Teaca; comuna Teaca                             | În vatra satului, între DJ spre Archiud și Valea Dipșii | Epoca migrațiilor                                                                                                 | Încarcă foto \| video | Raportează eroare |
| BN-I-m-B-01422.02 (RAN: 34994.01.02)              | Așezare | sat Teaca; comuna Teaca                             | În vatra satului, între DJ spre Archiud și Valea Dipșii | Latène | Încarcă foto \| video | Raportează eroare |
| BN-I-m-B-01422.03 (RAN: 34994.01.01)              | Așezare | sat Teaca; comuna Teaca                             | În vatra satului, între DJ spre Archiud și Valea Dipșii | Neolitic | Încarcă foto \| video | Raportează eroare |
| BN-I-s-A-01717.01 (fost BN-IV-s-A-01717.02)       | Cimitirul bisericii | sat Teaca; comuna Teaca                             | 345 | sec. XIV - XIX | Încarcă foto \| video | Raportează eroare |
| BN-I-s-B-01423 (RAN: 33328.01)                    | Situl arheologic de la Tonciu, punct „Dealul Pietros”                                                                   | sat Tonciu; comuna Galații Bistriței                | sector „Dealul Pietros”, terasa din dreapta drumului comunal, înainte de intrarea în localitate | | Încarcă foto \| video | Raportează eroare |
| BN-I-m-B-01423.01 (RAN: 33328.01.02)              | Așezare | sat Tonciu; comuna Galații Bistriței                | „Dealul Pietros”, terasa din dreapta drumului comunal, înainte de intrarea în localitate | Latène | Încarcă foto \| video | Raportează eroare |
| BN-I-m-B-01423.02 (RAN: 33328.01.01)              | Așezare | sat Tonciu; comuna Galații Bistriței                | „Dealul Pietros”, terasa din dreapta drumului comunal, înainte de intrarea în localitate | Epoca bronzului                                                                                                   | Încarcă foto \| video | Raportează eroare |
| BN-I-s-B-01424 (RAN: 32795.01)                    | Situl arheologic de la Țagu, punct „Vatra satului”                                                                      | sat Țagu; comuna Budești                            | În vatra satului, la S de școală | | Încarcă foto \| video | Raportează eroare |
| BN-I-m-B-01424.01 (RAN: 32795.01.03)              | Așezare | sat Țagu; comuna Budești                            | În vatra satului, la S de școală | sec. IV - V | Încarcă foto \| video | Raportează eroare |
| BN-I-m-B-01424.02 (RAN: 32795.01.02)              | Așezare | sat Țagu; comuna Budești                            | În vatra satului, la S de școală | Latène | Încarcă foto \| video | Raportează eroare |
| BN-I-m-B-01424.03 (RAN: 32795.01.01)              | Așezare | sat Țagu; comuna Budești                            | În vatra satului, la S de școală | Hallstatt | Încarcă foto \| video | Raportează eroare |
| BN-I-s-B-01425 (RAN: 32795.02)                    | Situl arheologic de la Țagu, punct „După Dos”                                                                           | sat Țagu; comuna Budești                            | „După dos” | | Încarcă foto \| video | Raportează eroare |
| BN-I-m-B-01425.01 (RAN: 32795.02.02)              | Așezare | sat Țagu; comuna Budești                            | „După dos” | Latène | Încarcă foto \| video | Raportează eroare |
| BN-I-m-B-01425.02 (RAN: 32795.02.01)              | Așezare | sat Țagu; comuna Budești                            | „După dos” | Hallstatt | Încarcă foto \| video | Raportează eroare |
| BN-I-s-B-01426 (RAN: 32795.03)                    | Așezare | sat Țagu; comuna Budești                            | „Dealul Căbicului” | Neolitic | Încarcă foto \| video | Raportează eroare |
| BN-I-s-B-01419 (RAN: 32802.01)                    | Așezare | sat Țăgșoru; comuna Budești                         | Vatra satului | Hallstatt | Încarcă foto \| video | Raportează eroare |
| BN-I-s-B-01427 (RAN: 33499.01)                    | Situl arheologic Țigău, punct „La Dâmburi”                                                                              | sat Țigău; comuna Lechința                          | „La Dâmburi”, terasa înaltă din partea de N a satului | | Încarcă foto \| video | Raportează eroare |
| BN-I-m-B-01427.01 (RAN: 33499.01.02)              | Așezare | sat Țigău; comuna Lechința                          | „La Dâmburi”, terasa înaltă din partea de N a satului | Hallstatt | Încarcă foto \| video | Raportează eroare |
| BN-I-m-B-01427.02 (RAN: 33499.01.01)              | Așezare | sat Țigău; comuna Lechința                          | „La Dâmburi”, terasa înaltă din partea de N a satului | Epoca bronzului                                                                                                   | Încarcă foto \| video | Raportează eroare |
| BN-I-s-B-01428 (RAN: 33499.02)                    | Așezare | sat Țigău; comuna Lechința                          | „”La Kissfaludy", pe grădinile din partea de SV a satului | sec. IV p. Chr.                                                                                                   | Încarcă foto \| video | Raportează eroare |
| BN-I-s-B-01429 (RAN: 35278.01)                    | Situl arheologic de la Uriu, punct „Terasa din dreptul Văii Ilișua”                                                     | sat Uriu; comuna Uriu                               | Terasa din dreptul Văii Ilișua la 200-300 m de șosea | | Încarcă foto \| video | Raportează eroare |
| BN-I-m-B-01429.01 (RAN: 35278.01.02)              | Așezare | sat Uriu; comuna Uriu                               | Terasa din dreptul Văii Ilișua la 200-300 m de șosea | Hallstatt | Încarcă foto \| video | Raportează eroare |
| BN-I-m-B-01429.02 (RAN: 35278.01.01)              | Așezare | sat Uriu; comuna Uriu                               | Terasa din dreptul Văii Ilișua la 200-300 m de șosea | Epoca bronzului                                                                                                   | Încarcă foto \| video | Raportează eroare |
| BN-I-s-A-01430 (RAN: 35278.02)                    | Burgus | sat Uriu; comuna Uriu                               | Spre capătul satului, în direcția Ilișua, la 100 m | sec. II - III p. Chr., Epoca romană                                                                               | Încarcă foto \| video | Raportează eroare |
| BN-I-s-B-01431 (RAN: 33505.01)                    | Situl arheologic de la Vermeș, punct „Căminul cultural”                                                                 | sat Vermeș; comuna Lechința                         | Lângă Căminul cultural | | Încarcă foto \| video | Raportează eroare |
| BN-I-m-B-01431.01 (RAN: 33505.01.03)              | Așezare | sat Vermeș; comuna Lechința                         | Lângă Căminul cultural | sec. XI - XII | Încarcă foto \| video | Raportează eroare |
| BN-I-m-B-01431.02 (RAN: 33505.01.02)              | Așezare | sat Vermeș; comuna Lechința                         | Lângă Căminul cultural | sec. II - III p. Chr.                                                                                             | Încarcă foto \| video | Raportează eroare |
| BN-I-m-B-01431.03 (RAN: 33505.01.01)              | Așezare | sat Vermeș; comuna Lechința                         | Lângă Căminul cultural | Hallstatt | Încarcă foto \| video | Raportează eroare |
| BN-I-s-B-01432 (RAN: 33505.02)                    | Situl arheologic de la Vermeș, punct „Pe Toacă”                                                                         | sat Vermeș; comuna Lechința                         | „Pe toacă”, în partea de SV a hotarului | | Încarcă foto \| video | Raportează eroare |
| BN-I-m-B-01432.01 (RAN: 33505.02.02)              | Așezare | sat Vermeș; comuna Lechința                         | „Pe toacă”, în partea de SV a hotarului | Epoca bronzului                                                                                                   | Încarcă foto \| video | Raportează eroare |
| BN-I-m-B-01432.02 (RAN: 33505.02.01)              | Așezare | sat Vermeș; comuna Lechința                         | „Pe toacă”, în partea de SV a hotarului | Neolitic | Încarcă foto \| video | Raportează eroare |
| BN-I-s-B-01433 (RAN: 33505.03)                    | Situl arheologic de la Vermeș, punct „Glodeț”                                                                           | sat Vermeș; comuna Lechința                         | „Glodeț” | | Încarcă foto \| video | Raportează eroare |
| BN-I-m-B-01433.01 (RAN: 33505.03.02)              | Așezare | sat Vermeș; comuna Lechința                         | „Glodeț” | sec. II - III p. Chr.                                                                                             | Încarcă foto \| video | Raportează eroare |
| BN-I-m-B-01433.02 (RAN: 33505.03.01)              | Așezare | sat Vermeș; comuna Lechința                         | „Glodeț” | Epoca bronzului                                                                                                   | Încarcă foto \| video | Raportează eroare |
| BN-I-s-A-01434 (RAN: 35045.01)                    | Situl arheologic de la Viile Tecii, punct „Dealul Cetății”                                                              | sat Viile Tecii; comuna Teaca                       | „Dealul Cetății” | | Încarcă foto \| video | Raportează eroare |
| BN-I-m-A-01434.01 (RAN: 35045.01.01, 35045.01.03) | Așezare fortificată | sat Viile Tecii; comuna Teaca                       | „Dealul Cetății” | sec. XIII-XIV | Încarcă foto \| video | Raportează eroare |
| BN-I-m-A-01434.02 (RAN: 35045.01.02)              | Așezare fortificată | sat Viile Tecii; comuna Teaca                       | „Dealul Cetății” | Latène | Încarcă foto \| video | Raportează eroare |
| BN-I-s-B-01435 (RAN: 35045.02)                    | Așezare | sat Viile Tecii; comuna Teaca                       | „Peste vale” | Epoca bronzului                                                                                                   | Încarcă foto \| video | Raportează eroare |
| BN-I-s-B-01436 (RAN: 35045.03)                    | Așezare | sat Viile Tecii; comuna Teaca                       | „Slatină”, la 3 km E de centrul localității | Epoca bronzului                                                                                                   | Încarcă foto \| video | Raportează eroare |
| BN-I-s-B-01437 (RAN: 33872.01)                    | Așezare | sat Visuia; comuna Miceștii de Câmpie               | „Izvoarele” | sec. II - III p. Chr.                                                                                             | Încarcă foto \| video | Raportează eroare |
| BN-I-s-B-01438 (RAN: 33872.02)                    | Situl arheologic de la Visuia, punct „Fețișoara”                                                                        | sat Visuia; comuna Miceștii de Câmpie               | „Fețișoara” | | Încarcă foto \| video | Raportează eroare |
| BN-I-m-B-01438.01 (RAN: 33872.02.02)              | Așezare | sat Visuia; comuna Miceștii de Câmpie               | „Fețișoara” | sec. IX - X | Încarcă foto \| video | Raportează eroare |
| BN-I-m-B-01438.02 (RAN: 33872.02.01)              | Așezare | sat Visuia; comuna Miceștii de Câmpie               | „Fețișoara” | Epoca bronzului, Cultura Wietenberg                                                                               | Încarcă foto \| video | Raportează eroare |
| BN-I-s-B-01439                                    | Situl arheologic de la Visuia, punct „La Țiglă”                                                                         | sat Visuia; comuna Miceștii de Câmpie               | „La țiglă” | | Încarcă foto \| video | Raportează eroare |
| BN-I-m-B-01439.01 (RAN: 33872.03.03)              | Așezare | sat Visuia; comuna Miceștii de Câmpie               | „La țiglă” | Latène | Încarcă foto \| video | Raportează eroare |
| BN-I-m-B-01439.02 (RAN: 33872.03.02)              | Așezare | sat Visuia; comuna Miceștii de Câmpie               | „La țiglă” | Hallstatt | Încarcă foto \| video | Raportează eroare |
| BN-I-m-B-01439.03 (RAN: 33872.03.01)              | Așezare | sat Visuia; comuna Miceștii de Câmpie               | „La țiglă” | Epoca bronzului                                                                                                   | Încarcă foto \| video | Raportează eroare |
| BN-I-s-B-01440                                    | Sistem de supraveghere și apărare a limesului Daciei în sectorul Zagra                                                  | sat Zagra; comuna Zagra                             | | sec. II - III p. Chr.                                                                                             | Încarcă foto \| video | Raportează eroare |
| BN-I-m-B-01440.01 (RAN: 35438.01.01)              | Turn roman | sat Zagra; comuna Zagra                             | „Vârful Zgăului” | sec. II - III p. Chr.                                                                                             | Încarcă foto \| video | Raportează eroare |
| BN-I-m-B-01440.02 (RAN: 35438.02.01)              | Turn roman | sat Zagra; comuna Zagra                             | „Vârful Colnicului” | sec. II - III p. Chr.                                                                                             | Încarcă foto \| video | Raportează eroare |
| BN-I-m-B-01440.03 (RAN: 35438.03.01)              | Turn roman | sat Zagra; comuna Zagra                             | „Dealul Belei” | sec. II - III p. Chr.                                                                                             | Încarcă foto \| video | Raportează eroare |
| BN-I-s-B-01443 (RAN: 34538.01)                    | Situl arheologic de la Zoreni, punct „La Curte”                                                                         | sat Zoreni; comuna Sânmihaiu de Câmpie              | „La Curte” | | Încarcă foto \| video | Raportează eroare |
| BN-I-m-B-01443.01 (RAN: 34538.01.02)              | Așezare | sat Zoreni; comuna Sânmihaiu de Câmpie              | „La Curte” | sec. II - III p. Chr.                                                                                             | Încarcă foto \| video | Raportează eroare |
| BN-I-m-B-01443.02 (RAN: 34538.01.01)              | Așezare | sat Zoreni; comuna Sânmihaiu de Câmpie              | „La Curte” | Epoca bronzului                                                                                                   | Încarcă foto \| video | Raportează eroare |
| BN-I-s-B-01444 (RAN: 34538.02)                    | Așezare | sat Zoreni; comuna Sânmihaiu de Câmpie              | „După coastă” | Hallstatt | Încarcă foto \| video | Raportează eroare |
| BN-II-a-A-01479 (RAN: 32401.166)                  | Elemente de fortificație ale cetății medievale Bistrița                                                                 | municipiul Bistrița                                 | | sec. XV - XVI | Alte imagini          | Raportează eroare |
| BN-II-m-A-01479.01 (RAN: 32401.166.01)            | Fragmente ale zidului de incintă acetății medievale Bistrița („Bistritz”)                                               | municipiul Bistrița                                 | Latura estică a parcelelor Piața Unirii nr. 8-9; latura nordică a parcelelor Ecaterina Teodoroiu nr. 2-4, 6, 8; latura sudică a parcelelor Mihai Kogălniceanu nr. 1-11; str. Dogarilor nr. 2-6, 18, 22., latura nord-estică a parcelei din Piața Unirii nr. 8 | sec. XV - XVI |                       | Raportează eroare |
| BN-II-m-A-01479.03 (RAN: 32401.166.02)            | Șanț de apărare al cetății medievale Bistrița („Bistritz”)                                                              | municipiul Bistrița                                 | Latura sudică a parcelelor Ec. Teodoroiu nr. 2–12; latura sudică a parcelei Albert Berger nr. 10; latura sudică a parcelelor Dogarilor nr. 18-22; latura sud-estică a parcelelor Dogarilor 2-16 | a doua jum. sec. XV                                                                                               | Încarcă foto \| video | Raportează eroare |
| BN-II-m-A-01479.04 (RAN: 32401.166.03)            | Valdeapărare al cetății medievale Bistrița („Bistritz”)                                                                 | municipiul Bistrița                                 | Latura sudică a parcelelor Ec. Teodoroiu nr. 2–12; latura sudică a scuarului din fața parcelei Albert Berger nr. 10; latura sudică a parcelei Albert Berger nr. 10; latura sudică a parcelelor Dogarilor nr. 18-22, latura sud-estică a parcelelor Dogarilor 2-16. | a doua jum. sec. XV                                                                                               | Încarcă foto \| video | Raportează eroare |
| BN-II-a-A-01550 (RAN: 32401.165)                  | Ansamblul urban medieval Bistrița („Bistritz”)                                                                          | municipiul Bistrița                                 | Zona delimitată de trotuarul nordic al Bd. Republicii; latura nordică a scuarului din fața blocului Piața Petru Rareș nr. 7A; latura vestică a hotelului „Coroana de Aur”; latura nord-estică a parcelei Piața Unirii nr. 8; latura estică a parcelei Piața Unirii nr. 9; latura sud-estică a parcelei Liviu Rebreanu nr. 55; limita estică și limita sudică a str. Ecaterina Teodoroiu; limita sudică a parcelelor M. Kogălniceanu nr. 1-11; limita sudică și limita vestică str. Dogarilor; limita vestică a str. M. Eminescu până la intersecția cu trotuarul nordic al Bd. Republicii. | sec. XIII - XVIII                                                                                                 | Încarcă foto \| video | Raportează eroare |
| BN-II-m-B-01446                                   | Sinagogă | municipiul Bistrița                                 | Str. Bălan Grigore, general 10 47.13552°N 24.50028°E | 1856 | Alte imagini          | Raportează eroare |
| BN-II-m-B-01447                                   | Cazarma Regimentului 63 Infanterie, azi Muzeul județean Bistrița-Năsăud                                                 | municipiul Bistrița                                 | Str. Bălan Grigore, general 19 47.13631°N 24.50331°E | 1891 | Alte imagini          | Raportează eroare |
| BN-II-m-B-01448                                   | Imobil destinat activităților meseriașilor sași, azi Universitatea Tehnică Cluj-Napoca                                  | municipiul Bistrița                                 | Str. Berger Albert 4 | 1879 | Alte imagini          | Raportează eroare |
| BN-II-m-A-01449                                   | Asociația meseriașilor din Bistrița, „Bistritzer Gewerbeverein”, azi Centrul Cultural Municipal „George Coșbuc”         | municipiul Bistrița                                 | Str. Berger Albert 10 47.13028°N 24.49909°E | 1896 Peter Paul Brang (arhitect)                                                                                  | Alte imagini          | Raportează eroare |
| BN-II-m-A-01450 (RAN: 32401.04)                   | Biserica evanghelică.C.A                                                                                                | municipiul Bistrița                                 | Piața Centrală 47.12917°N 24.49611°E | sec. XIV, 1478-1519,1550, 1560-1563, 1858-1861, 1926, înc. sec. XXI Petrus Italus (arhitect)                      |                       | Raportează eroare |
| BN-II-m-A-01451 (RAN: 32401.60)                   | Primăria veche, „Domus Consistorialis”                                                                                  | municipiul Bistrița                                 | Piața Centrală 2 | sec. XVI,1808 | Alte imagini          | Raportează eroare |
| BN-II-m-B-01452 (RAN: 32401.59)                   | Casă | municipiul Bistrița                                 | Piața Centrală 3 | sec. XVII |                       | Raportează eroare |
| BN-II-m-B-01453 (RAN: 32401.58)                   | Casă | municipiul Bistrița                                 | Piața Centrală 4 | sec. XVII, XIX |                       | Raportează eroare |
| BN-II-m-B-01454 (RAN: 32401.57)                   | Casă | municipiul Bistrița                                 | Piața Centrală 7 | sec. XVI |                       | Raportează eroare |
| BN-II-m-B-01455                                   | Casă | municipiul Bistrița                                 | Piața Centrală 8 | 1884 |                       | Raportează eroare |
| BN-II-m-A-01456                                   | Casă | municipiul Bistrița                                 | Piața Centrală 10 | sec. XVIII - XIX                                                                                                  | Alte imagini          | Raportează eroare |
| BN-II-m-A-01457                                   | Casă | municipiul Bistrița                                 | Piața Centrală 11 | sec. XVIII - XIX                                                                                                  |                       | Raportează eroare |
| BN-II-m-B-01458                                   | Casă | municipiul Bistrița                                 | Piața Centrală 12 | sec. XIX |                       | Raportează eroare |
| BN-II-a-A-01459                                   | Ansamblul urban „Șirul Sugălete” (Piața de cereale, „Kornmarkt”)                                                        | municipiul Bistrița                                 | Piața Centrală 13-24 47.13278°N 24.49562°E | sec. XV - XIX | Alte imagini          | Raportează eroare |
| BN-II-m-A-01459.01                                | Parohia evanghelică C.A.                                                                                                | municipiul Bistrița                                 | Piața Centrală 13 | 1480 | Alte imagini          | Raportează eroare |
| BN-II-m-A-01459.02 (RAN: 32401.51)                | Casa adunării preoților „Kapitelhaus”                                                                                   | municipiul Bistrița                                 | Piața Centrală 14 | 1512 | Încarcă foto \| video | Raportează eroare |
| BN-II-m-A-01459.03                                | Casa Petermann | municipiul Bistrița                                 | Piața Centrală 15 | 1480 | Încarcă foto \| video | Raportează eroare |
| BN-II-m-A-01459.04 (RAN: 32401.49)                | Casă | municipiul Bistrița                                 | Piața Centrală 16 | sec. XV, XVI, XVIII, XIX                                                                                          |                       | Raportează eroare |
| BN-II-m-A-01459.05 (RAN: 32401.48)                | Casă | municipiul Bistrița                                 | Piața Centrală 17 | sec. XV, XVI, XVIII, XIX                                                                                          |                       | Raportează eroare |
| BN-II-m-A-01459.06 (RAN: 32401.73)                | Casă | municipiul Bistrița                                 | Piața Centrală 18 | sec. XV, XVI, XVIII, XIX                                                                                          |                       | Raportează eroare |
| BN-II-m-A-01459.07 (RAN: 32401)                   | Casă | municipiul Bistrița                                 | Piața Centrală 19 | Sec. XVI, XVIII, XIX                                                                                              |                       | Raportează eroare |
| BN-II-m-A-01459.08 (RAN: 32401.56)                | Casă | municipiul Bistrița                                 | Piața Centrală 20 | sec. XVI, XVIII, XIX                                                                                              |                       | Raportează eroare |
| BN-II-m-A-01459.09                                | Casă | municipiul Bistrița                                 | Piața Centrală 21 | sec. XVI, XVIII, XIX                                                                                              |                       | Raportează eroare |
| BN-II-m-A-01459.10 (RAN: 32401.82)                | Casă | municipiul Bistrița                                 | Piața Centrală 22 | sec. XV, XVI, XVIII, a doua jum. a sec. XIX                                                                       |                       | Raportează eroare |
| BN-II-m-A-01459.11 (RAN: 32401.81)                | Casă | municipiul Bistrița                                 | Piața Centrală 23 | sec. XVI, XVII, XVIII, XIX                                                                                        |                       | Raportează eroare |
| BN-II-m-A-01459.12 (RAN: 32401.80)                | Casă, azi Galeriile de artă și atelierele UAP - Filiala Bistrița                                                        | municipiul Bistrița                                 | Piața Centrală 24 | sec. XVI, XVIII, XIX, sf. sec. XX                                                                                 |                       | Raportează eroare |
| BN-II-m-B-01460                                   | Casă | municipiul Bistrița                                 | Piața Centrală 25 | sec. XVI, XIX |                       | Raportează eroare |
| BN-II-m-B-01461                                   | Casă | municipiul Bistrița                                 | Piața Centrală 26 | sec. XIX |                       | Raportează eroare |
| BN-II-m-B-01462                                   | Casă | municipiul Bistrița                                 | Piața Centrală 27 | sec. XIX |                       | Raportează eroare |
| BN-II-m-B-01463 (RAN: 32401.78)                   | Casă | municipiul Bistrița                                 | Piața Centrală 28 | sec. XVII, XIX |                       | Raportează eroare |
| BN-II-m-B-01464 (RAN: 32401.168)                  | Casa de Economii a Districtului Bistrița, azi Tribunalul Județean Bistrița-Năsăud                                       | municipiul Bistrița                                 | Piața Centrală 29 | 1884 |                       | Raportează eroare |
| BN-II-m-A-01465 (RAN: 32401.77)                   | Casa Andreas Beuchel, cunoscută sub denumirea „Casa Ion Zidaru”                                                         | municipiul Bistrița                                 | Piața Centrală 30 | sec. XV, XVI |                       | Raportează eroare |
| BN-II-m-A-01466 (RAN: 32401.76)                   | Casă | municipiul Bistrița                                 | Piața Centrală 37 | sec. XV, XVIII |                       | Raportează eroare |
| BN-II-m-B-01467                                   | Casă | municipiul Bistrița                                 | Piața Centrală 38 | sec. XVI, XVIII, XX                                                                                               |                       | Raportează eroare |
| BN-II-m-B-01468                                   | Casă | municipiul Bistrița                                 | Piața Centrală 39 | 1880-1890 |                       | Raportează eroare |
| BN-II-m-B-01469                                   | Casă | municipiul Bistrița                                 | Piața Centrală 40 | sec. XVIII |                       | Raportează eroare |
| BN-II-m-B-01470                                   | Casă | municipiul Bistrița                                 | Piața Centrală 41 | sec. XVIII |                       | Raportează eroare |
| BN-II-m-B-01471 (RAN: 32401.84)                   | Casă | municipiul Bistrița                                 | Piața Centrală 42 | sec. XVII |                       | Raportează eroare |
| BN-II-m-B-01472 (RAN: 32401.72)                   | Casă | municipiul Bistrița                                 | Piața Centrală 43 | sec. XVII |                       | Raportează eroare |
| BN-II-m-B-01473 (RAN: 32401.71)                   | Casă | municipiul Bistrița                                 | Piața Centrală 44 | sec. XVII |                       | Raportează eroare |
| BN-II-m-B-01474                                   | Casă | municipiul Bistrița                                 | Piața Centrală 45 | sec. XVIII |                       | Raportează eroare |
| BN-II-m-B-01475 (RAN: 32401.69)                   | Casă | municipiul Bistrița                                 | Piața Centrală 47 | sec. XVII - înc. sec. XX                                                                                          | Încarcă foto \| video | Raportează eroare |
| BN-II-m-B-01476                                   | Casă | municipiul Bistrița                                 | Str. Dobrogeanu-Gherea Constantin 1 | sec. XVIII |                       | Raportează eroare |
| BN-II-m-B-01477                                   | Casă | municipiul Bistrița                                 | Str. Dobrogeanu-Gherea Constantin 3 | sec. XVIII |                       | Raportează eroare |
| BN-II-m-B-01478                                   | Casă | municipiul Bistrița                                 | Str. Dobrogeanu-Gherea Constantin 5 | sec. XIX |                       | Raportează eroare |
| BN-II-m-B-20859                                   | Casă | municipiul Bistrița                                 | Str. Dobrogeanu-Gherea Constantin 9 | sec. XV, XIX |                       | Raportează eroare |
| BN-II-m-A-01479.02 (RAN: 32401.63)                | Turnul Dogarilor („Fassbinterturm”)                                                                                     | municipiul Bistrița                                 | Str Dogarilor 18 47.12888°N 24.4975°E | 1465-1575 |                       | Raportează eroare |
| BN-II-m-B-01480 (RAN: 32401.36)                   | Închisoarea orașului Bistrița, azi Liceul de arte plastice „Corneliu Baba”                                              | municipiul Bistrița                                 | Str. Dornei 1 | sec. XVIIII, XIX                                                                                                  |                       | Raportează eroare |
| BN-II-m-A-01481 (RAN: 32401.07)                   | Casă | municipiul Bistrița                                 | Str. Dornei 3 | sec. XVI, XIX |                       | Raportează eroare |
| BN-II-m-A-01482 (RAN: 32401.47)                   | Casa Argintarului, (Goldschmiedehaus) azi „Centrul județean pentru cultură”                                             | municipiul Bistrița                                 | Str. Dornei 5 | sec. XVI Petrus Italus (arhitect)                                                                                 |                       | Raportează eroare |
| BN-II-m-B-01483 (RAN: 32401.23)                   | Casă | municipiul Bistrița                                 | Str. Dornei 6 | sec. XVII |                       | Raportează eroare |
| BN-II-m-B-01484                                   | Casă | municipiul Bistrița                                 | Str. Dornei 7 | prima jum. a sec. XVII                                                                                            |                       | Raportează eroare |
| BN-II-m-B-01486 (RAN: 32401.20)                   | Casă | municipiul Bistrița                                 | Str. Dornei 9 | sec. XVI, XVIII, XIX                                                                                              |                       | Raportează eroare |
| BN-II-m-A-01485 (RAN: 32401.21)                   | Casă | municipiul Bistrița                                 | Str. Dornei 10 | sec. XVI |                       | Raportează eroare |
| BN-II-m-B-01487 (RAN: 32401.19)                   | Casă | municipiul Bistrița                                 | Str. Dornei 11 | sec. XVI |                       | Raportează eroare |
| BN-II-m-B-01488 (RAN: 32401.18)                   | Casă | municipiul Bistrița                                 | Str. Dornei 12 | sec. XVII |                       | Raportează eroare |
| BN-II-m-B-01489                                   | Casă | municipiul Bistrița                                 | Str. Dornei 17 | sec. XVIII |                       | Raportează eroare |
| BN-II-m-B-01490                                   | Casă | municipiul Bistrița                                 | Str. Dornei 19 | sec. XVIII |                       | Raportează eroare |
| BN-II-m-B-01492                                   | Casă | municipiul Bistrița                                 | Str. Dornei 23 | sec. XVIII, XIX                                                                                                   |                       | Raportează eroare |
| BN-II-m-B-01493                                   | Casă | municipiul Bistrița                                 | Str. Dornei 25 | 1800 |                       | Raportează eroare |
| BN-II-m-B-01494                                   | Casă | municipiul Bistrița                                 | Str. Dornei 28 | a doua jum. sec. XIX                                                                                              |                       | Raportează eroare |
| BN-II-m-B-01495                                   | Casă | municipiul Bistrița                                 | Str. Dornei 29 | sec. XVIII |                       | Raportează eroare |
| BN-II-m-B-20861                                   | Casă | municipiul Bistrița                                 | Str. Dornei 33 | sec. XIX |                       | Raportează eroare |
| BN-II-m-B-01496 (RAN: 32401.09)                   | Casă | municipiul Bistrița                                 | Str. Dornei 35 | sec. XVIII |                       | Raportează eroare |
| BN-II-m-B-01497                                   | Casă | municipiul Bistrița                                 | Str. Dornei 43 | sec. XIX |                       | Raportează eroare |
| BN-II-m-B-01498                                   | Casă | municipiul Bistrița                                 | Str. Dornei 51 | sec. XVIII |                       | Raportează eroare |
| BN-II-m-B-01499                                   | Casă, azi Liceul de arte plastice „Corneliu Baba”                                                                       | municipiul Bistrița                                 | Bd. Independenței 3-5 | sf. sec. XIX |                       | Raportează eroare |
| BN-II-m-B-01500                                   | Casă, azi Comandamentul de Jandarmi                                                                                     | municipiul Bistrița                                 | Bd. Independenței 7 | sf. sec. XIX |                       | Raportează eroare |
| BN-II-m-B-01501                                   | Imobil urban, azi Direcția Județeană pentru Tineret Bistrița-Năsăud                                                     | municipiul Bistrița                                 | Bd. Independenței 9 | sf. sec. XIX |                       | Raportează eroare |
| BN-II-m-B-01502                                   | Casă | municipiul Bistrița                                 | Bd. Independenței 18 | sec. XIX, înc. sec. XXI                                                                                           |                       | Raportează eroare |
| BN-II-m-B-01503                                   | Casă | municipiul Bistrița                                 | Bd. Independenței 35 | sf. sec. XIX |                       | Raportează eroare |
| BN-II-m-A-01504 (RAN: 32401.14)                   | Mănăstirea dominicană, azi Cămin pentru persoane vârstnice                                                              | municipiul Bistrița                                 | Str. Kogălniceanu Mihail 23 | sec. XV - XIX | Alte imagini          | Raportează eroare |
| BN-II-m-B-01505                                   | Casă | municipiul Bistrița                                 | Piața Mică 2 | sec. XVIII |                       | Raportează eroare |
| BN-II-m-B-01506                                   | Casă | municipiul Bistrița                                 | Piața Mică 3 | sec. XIX |                       | Raportează eroare |
| BN-II-m-B-01507 (RAN: 32401.44)                   | Casă | municipiul Bistrița                                 | Piața Mică 4 | sec. XVI, XVIII                                                                                                   |                       | Raportează eroare |
| BN-II-m-B-01508                                   | Casă | municipiul Bistrița                                 | Piața Mică 5 | sec. XVIII |                       | Raportează eroare |
| BN-II-m-B-01509                                   | Casă | municipiul Bistrița                                 | Piața Mică 6 | sec. XVIII |                       | Raportează eroare |
| BN-II-m-B-01510                                   | Casă | municipiul Bistrița                                 | Piața Mică 8 | sec. XVIII |                       | Raportează eroare |
| BN-II-m-B-01511 (RAN: 32401.40)                   | Casă | municipiul Bistrița                                 | Piața Mică 9 | sec. XVII |                       | Raportează eroare |
| BN-II-m-B-01512 (RAN: 32401.39)                   | Casă | municipiul Bistrița                                 | Piața Mică 10 | sec. XVI, XVIII, XIX                                                                                              |                       | Raportează eroare |
| BN-II-m-B-01513 (RAN: 32401.38)                   | Casă, azi „Serviciul de metrologie legală”                                                                              | municipiul Bistrița                                 | Piața Mică 11 | sec. XVII |                       | Raportează eroare |
| BN-II-m-B-01514 (RAN: 32401.37)                   | Casă | municipiul Bistrița                                 | Piața Mică 12 | sec. XVII, XX |                       | Raportează eroare |
| BN-II-m-B-20385                                   | Hotelul Jonasch Willbald, azi locuință și farmacie                                                                      | municipiul Bistrița                                 | Str. Odobescu Alexandru 2 Str. Independenței nr. 1 | sec. XIX - prima jum. asec. XX                                                                                    |                       | Raportează eroare |
| BN-II-m-B-20860                                   | Cazinoul Bistrița, azi Casa de Cultură a Sindicatelor                                                                   | municipiul Bistrița                                 | Str. Odobescu Alexandru 3 47.12976°N 24.49228°E | 1893 |                       | Raportează eroare |
| BN-II-m-B-01515                                   | Casă, azi Liceul de muzică                                                                                              | municipiul Bistrița                                 | Str. Odobescu Alexandru 4 | sf. sec. XIX | Alte imagini          | Raportează eroare |
| BN-II-m-B-01516                                   | Școala regească de stat maghiară, azi Liceul de Muzică „Tudor Jarda”                                                    | municipiul Bistrița                                 | Str. Odobescu Alexandru 8 | 1893-1894 | Alte imagini          | Raportează eroare |
| BN-II-m-B-01517                                   | Casa Buta | municipiul Bistrița                                 | Piața Petru Rareș 1 | 1936-1938 |                       | Raportează eroare |
| BN-II-m-B-01518 (RAN: 32401.26)                   | Casă | municipiul Bistrița                                 | Str. Rebreanu Liviu 1 | sec. XVI, XVIII, XIX                                                                                              |                       | Raportează eroare |
| BN-II-m-B-01519 (RAN: 32401.35)                   | Casă | municipiul Bistrița                                 | Str. Rebreanu Liviu 2 | sec. XVI, XVII, XIX                                                                                               |                       | Raportează eroare |
| BN-II-m-B-01520 (RAN: 32401.45)                   | Casă | municipiul Bistrița                                 | Str. Rebreanu Liviu 3 | sec. XVI, XVII, XIX                                                                                               |                       | Raportează eroare |
| BN-II-m-B-01521 (RAN: 32401.33)                   | Casă | municipiul Bistrița                                 | Str. Rebreanu Liviu 4 | sec. XVII |                       | Raportează eroare |
| BN-II-m-B-01522 (RAN: 32401.32)                   | Casă | municipiul Bistrița                                 | Str. Rebreanu Liviu 5 | sec. XVI, XVIII, XIX                                                                                              |                       | Raportează eroare |
| BN-II-m-B-01523 (RAN: 32401.31)                   | Casă | municipiul Bistrița                                 | Str. Rebreanu Liviu 6 | sec. XVIII, XIX, înc.sec. XXI                                                                                     |                       | Raportează eroare |
| BN-II-m-B-01524                                   | Casa Shankebank, azi casă cu cofetărie                                                                                  | municipiul Bistrița                                 | Str. Rebreanu Liviu 7 | sec. XVIII, XIX                                                                                                   |                       | Raportează eroare |
| BN-II-m-B-01525 (RAN: 32401.29)                   | Casă | municipiul Bistrița                                 | Str. Rebreanu Liviu 8-10 | 1614, sec. XIX |                       | Raportează eroare |
| BN-II-m-B-01527 (RAN: 32401.28)                   | Casă | municipiul Bistrița                                 | Str. Rebreanu Liviu 11 | sec. XVI, XIX, XX                                                                                                 |                       | Raportează eroare |
| BN-II-m-B-01528 (RAN: 32401.75)                   | Casă | municipiul Bistrița                                 | Str. Rebreanu Liviu 12 | sec. XVII, XIX |                       | Raportează eroare |
| BN-II-m-B-01529 (RAN: 32401.24)                   | Casă | municipiul Bistrița                                 | Str. Rebreanu Liviu 14 | sec. XVI, XIX |                       | Raportează eroare |
| BN-II-m-B-01530 (RAN: 32401.86)                   | Casă | municipiul Bistrița                                 | Str. Rebreanu Liviu 15 | a doua jum.sec. XVIII                                                                                             |                       | Raportează eroare |
| BN-II-m-B-01531 (RAN: 32401.143)                  | Casă | municipiul Bistrița                                 | Str. Rebreanu Liviu 17 | sec. XVII |                       | Raportează eroare |
| BN-II-m-B-01532 (RAN: 32401.142)                  | Casă | municipiul Bistrița                                 | Str. Rebreanu Liviu 20 | sec. XVII, XIX |                       | Raportează eroare |
| BN-II-m-B-01533 (RAN: 32401.141)                  | Casă | municipiul Bistrița                                 | Str. Rebreanu Liviu 21 | sec. XVII, XIX |                       | Raportează eroare |
| BN-II-m-B-01534 (RAN: 32401.140)                  | Casă | municipiul Bistrița                                 | Str. Rebreanu Liviu 22 | sf. sec. XIX |                       | Raportează eroare |
| BN-II-m-B-01535 (RAN: 32401.139)                  | Casă | municipiul Bistrița                                 | Str. Rebreanu Liviu 23 | sec. XVII |                       | Raportează eroare |
| BN-II-m-B-01536 (RAN: 32401.138)                  | Casă | municipiul Bistrița                                 | Str. Rebreanu Liviu 24 | mijl. sec. XIX |                       | Raportează eroare |
| BN-II-m-B-01537 (RAN: 32401.137)                  | Casă | municipiul Bistrița                                 | Str. Rebreanu Liviu 25 | sec. XVII, XX |                       | Raportează eroare |
| BN-II-m-B-01538 (RAN: 32401.136)                  | Casă | municipiul Bistrița                                 | Str. Rebreanu Liviu 26 | sec. XVII |                       | Raportează eroare |
| BN-II-m-B-01539                                   | Casă | municipiul Bistrița                                 | Str. Rebreanu Liviu 28 | sec. XVIII |                       | Raportează eroare |
| BN-II-m-B-01540                                   | Casă | municipiul Bistrița                                 | Str. Rebreanu Liviu 32 | sec. XVIII |                       | Raportează eroare |
| BN-II-m-B-01541                                   | Casă | municipiul Bistrița                                 | Str. Rebreanu Liviu 35 | prima jum.sec. XVII, XIX                                                                                          |                       | Raportează eroare |
| BN-II-m-B-01542 (RAN: 32401.132)                  | Casă | municipiul Bistrița                                 | Str. Rebreanu Liviu 37 | sec. XVII |                       | Raportează eroare |
| BN-II-m-B-01543 (RAN: 32401.131)                  | Casă | municipiul Bistrița                                 | Str. Rebreanu Liviu 39 | sec. XVII |                       | Raportează eroare |
| BN-II-m-B-01544                                   | Casă | municipiul Bistrița                                 | Str. Rebreanu Liviu 40 | sec. XVIII |                       | Raportează eroare |
| BN-II-m-B-01545 (RAN: 32401.129)                  | Casă | municipiul Bistrița                                 | Str. Rebreanu Liviu 42 | sec. XVIII, XIX, XX                                                                                               |                       | Raportează eroare |
| BN-II-m-B-01546 (RAN: 32401.151)                  | Casă | municipiul Bistrița                                 | Str. Rebreanu Liviu 43 | sec. XVII,1800 |                       | Raportează eroare |
| BN-II-m-B-01547                                   | Casă | municipiul Bistrița                                 | Str. Rebreanu Liviu 44 | sec. XVIII |                       | Raportează eroare |
| BN-II-m-B-01548 (RAN: 32401.135)                  | Casă | municipiul Bistrița                                 | Str. Rebreanu Liviu 45 | sec. XVI, XVIII, XIX                                                                                              |                       | Raportează eroare |
| BN-II-m-B-01549                                   | Casă | municipiul Bistrița                                 | Str. Rebreanu Liviu 47 | sec. XVIII, XX |                       | Raportează eroare |
| BN-II-m-B-20862                                   | Casă | municipiul Bistrița                                 | Str. Rebreanu Liviu 61 | sf. sec. XVIII - mijl.sec. XIX                                                                                    | Încarcă foto \| video | Raportează eroare |
| BN-II-m-A-01551                                   | Gimnaziul evanghelic-luteran de băieți Bistrița, azi Colegiul Național „Liviu Rebreanu”                                 | municipiul Bistrița                                 | Bd. Republicii 8 47.1348°N 24.49516°E | 1910-1911,1958 Peter Paul Brang (arhitect)                                                                        | Alte imagini          | Raportează eroare |
| BN-II-m-B-01552                                   | Școala Regală Medie de Fete Bistrița, azi Colegiul Național „Andrei Mureșanu”                                           | municipiul Bistrița                                 | Bd. Republicii 26 47.1323°N 24.49114°E | 1911-1912 |                       | Raportează eroare |
| BN-II-m-B-01553                                   | Casă | municipiul Bistrița                                 | Str. Șincai Gheorghe 3 | sec. XVIII, XIX                                                                                                   |                       | Raportează eroare |
| BN-II-m-B-01554                                   | Casă | municipiul Bistrița                                 | Str. Șincai Gheorghe 4 | sec. XVIII |                       | Raportează eroare |
| BN-II-m-B-01555 (RAN: 32401.162)                  | Casă | municipiul Bistrița                                 | Str. Șincai Gheorghe 5 | sec. XVII, XVIII, XIX                                                                                             |                       | Raportează eroare |
| BN-II-m-B-01556                                   | Casă | municipiul Bistrița                                 | Str. Șincai Gheorghe 6 | sec. XIX |                       | Raportează eroare |
| BN-II-m-B-01557                                   | Casă | municipiul Bistrița                                 | Str. Șincai Gheorghe 8 | sec. XVIII |                       | Raportează eroare |
| BN-II-m-B-01558 (RAN: 32401.159)                  | Casă | municipiul Bistrița                                 | Str. Șincai Gheorghe 9 | sec. XVII |                       | Raportează eroare |
| BN-II-m-B-01559                                   | Casă | municipiul Bistrița                                 | Str. Șincai Gheorghe 11 | sec. XVIII, XIX, XX                                                                                               |                       | Raportează eroare |
| BN-II-m-A-01560                                   | Casă | municipiul Bistrița                                 | Str. Șincai Gheorghe 12 | sec. XVIII, XIX                                                                                                   |                       | Raportează eroare |
| BN-II-m-B-01561                                   | Casă | municipiul Bistrița                                 | Str. Șincai Gheorghe 13 | sec. XVIII, XIX                                                                                                   |                       | Raportează eroare |
| BN-II-m-B-01562                                   | Casă | municipiul Bistrița                                 | Str. Șincai Gheorghe 15 | sec. XVI, XVIII                                                                                                   |                       | Raportează eroare |
| BN-II-m-B-01563 (RAN: 32401.154)                  | Casă | municipiul Bistrița                                 | Str. Șincai Gheorghe 17 | sec. XVII, XIX |                       | Raportează eroare |
| BN-II-m-B-01564                                   | Casă | municipiul Bistrița                                 | Str. Șincai Gheorghe 22 | sec. XIX |                       | Raportează eroare |
| BN-II-m-B-01565                                   | Casă | municipiul Bistrița                                 | Str. Șincai Gheorghe 23 | sec. XVIII |                       | Raportează eroare |
| BN-II-m-B-01566                                   | Casă | municipiul Bistrița                                 | Str. Șincai Gheorghe 24 | sec. XVIII, XIX                                                                                                   | Alte imagini          | Raportează eroare |
| BN-II-m-B-01567                                   | Casă | municipiul Bistrița                                 | Str. Șincai Gheorghe 25 | sec. XVIII |                       | Raportează eroare |
| BN-II-a-A-01568 (RAN: 32401.150)                  | Ansamblul mănăstirii călugărilor piariști, azi ansamblul bisericii romano-catolice „Sfânta Treime”                      | municipiul Bistrița                                 | Str. Șincai Gheorghe 26 | a doua jum. a sec. XVIII Paul Schmidt (arhitect)                                                                  | Alte imagini          | Raportează eroare |
| BN-II-m-A-01568.01 (RAN: 32401.150.01)            | Biserica mănăstirii Piariștilor, azi biserica romano-catolică „Sfânta Treime”                                           | municipiul Bistrița                                 | Str. Șincai Gheorghe 26 | 1779-1787,1844 | Alte imagini          | Raportează eroare |
| BN-II-m-A-01568.02 (RAN: 32401.150.02)            | Mănăstirea Piariștilor, azi casa parohială a bisericii romano-catolice „Sfânta Treime”                                  | municipiul Bistrița                                 | Str. Șincai Gheorghe 26 | 1764-1787 |                       | Raportează eroare |
| BN-II-m-B-01569                                   | Casă | municipiul Bistrița                                 | Str. Șincai Gheorghe 27 | sec. XVIII |                       | Raportează eroare |
| BN-II-m-B-01570 (RAN: 32401.148)                  | Casă | municipiul Bistrița                                 | Str. Șincai Gheorghe 29 | sec. XVII, XIX |                       | Raportează eroare |
| BN-II-m-B-01571                                   | Casă | municipiul Bistrița                                 | Str. Șincai Gheorghe 31 | sec. XIX |                       | Raportează eroare |
| BN-II-m-B-01572                                   | Casă, azi sediu Romtelecom                                                                                              | municipiul Bistrița                                 | Str. Șincai Gheorghe 32 | înc. sec. XX |                       | Raportează eroare |
| BN-II-m-B-01573                                   | Casa Franchy | municipiul Bistrița                                 | Str. Șincai Gheorghe 35 | sec. XVIII, XIX                                                                                                   |                       | Raportează eroare |
| BN-II-m-B-01574 (RAN: 32401.126)                  | Casă | municipiul Bistrița                                 | Str. Titulescu Nicolae 1 | sec. XVII |                       | Raportează eroare |
| BN-II-m-B-01575 (RAN: 32401.115)                  | Casă | municipiul Bistrița                                 | Str. Titulescu Nicolae 2 | sec. XVI, XIX, XX                                                                                                 |                       | Raportează eroare |
| BN-II-m-A-01576 (RAN: 32401.103)                  | Casă, azi CCIA - Centrul de formare și perfecționare                                                                    | municipiul Bistrița                                 | Str. Titulescu Nicolae 3 | sec. XVI, XVIII                                                                                                   |                       | Raportează eroare |
| BN-II-m-B-01577 (RAN: 32401.128)                  | Casă | municipiul Bistrița                                 | Str. Titulescu Nicolae 4 | sec. XVII, XIX |                       | Raportează eroare |
| BN-II-m-B-01578 (RAN: 32401.101)                  | Casă | municipiul Bistrița                                 | Str. Titulescu Nicolae 5 | sec. XVI, XVIII                                                                                                   |                       | Raportează eroare |
| BN-II-m-B-01579 (RAN: 32401.100)                  | Casă | municipiul Bistrița                                 | Str. Titulescu Nicolae 6 | sec. XVII, XVIII, XIX                                                                                             |                       | Raportează eroare |
| BN-II-m-B-01580 (RAN: 32401.99)                   | Casă | municipiul Bistrița                                 | Str. Titulescu Nicolae 7 | sec. XIX |                       | Raportează eroare |
| BN-II-m-A-01581                                   | Casă | municipiul Bistrița                                 | Str. Titulescu Nicolae 8 | a doua jum. sec. XVIII, sec. XIX                                                                                  |                       | Raportează eroare |
| BN-II-m-A-01582 (RAN: 32401.97)                   | Casă | municipiul Bistrița                                 | Str. Titulescu Nicolae 9-11 | sec. XV, XVII |                       | Raportează eroare |
| BN-II-m-B-01583 (RAN: 32401.96)                   | Casă | municipiul Bistrița                                 | Str. Titulescu Nicolae 10 | sec. XVII |                       | Raportează eroare |
| BN-II-m-B-01584 (RAN: 32401.94)                   | Casă | municipiul Bistrița                                 | Str. Titulescu Nicolae 12 | sec. XVI, XVII, XVIII                                                                                             |                       | Raportează eroare |
| BN-II-m-A-01585 (RAN: 32401.104)                  | Casă | municipiul Bistrița                                 | Str. Titulescu Nicolae 13 | sec. XVII, XVIII                                                                                                  |                       | Raportează eroare |
| BN-II-m-B-01586                                   | Casă | municipiul Bistrița                                 | Str. Titulescu Nicolae 14 | sec. XVIII |                       | Raportează eroare |
| BN-II-m-B-01587                                   | Casă | municipiul Bistrița                                 | Str. Titulescu Nicolae 15 | sec. XVIII |                       | Raportează eroare |
| BN-II-m-A-01588 (RAN: 32401.90)                   | Casă | municipiul Bistrița                                 | Str. Titulescu Nicolae 16 | sec. XVII, XVIII                                                                                                  |                       | Raportează eroare |
| BN-II-m-B-01589                                   | Casă | municipiul Bistrița                                 | Str. Titulescu Nicolae 17 | sec. XVIII, XIX                                                                                                   |                       | Raportează eroare |
| BN-II-m-A-01590                                   | Casă | municipiul Bistrița                                 | Str. Titulescu Nicolae 18 | sec. XVII, XVIII                                                                                                  |                       | Raportează eroare |
| BN-II-m-B-01591                                   | Casă | municipiul Bistrița                                 | Str. Titulescu Nicolae 19 | a doua jum. sec. XIX                                                                                              |                       | Raportează eroare |
| BN-II-m-B-01592                                   | Casă | municipiul Bistrița                                 | Str. Titulescu Nicolae 20 | sec. XVIII, XIX                                                                                                   |                       | Raportează eroare |
| BN-II-m-B-01593 (RAN: 32401.113)                  | Casă | municipiul Bistrița                                 | Str. Titulescu Nicolae 22 | sec. XVIII, XIX                                                                                                   |                       | Raportează eroare |
| BN-II-m-A-01594 (RAN: 32401.93)                   | Casă | municipiul Bistrița                                 | Str. Titulescu Nicolae 24 | sec. XVI, XVIII                                                                                                   |                       | Raportează eroare |
| BN-II-m-B-01595                                   | Casă | municipiul Bistrița                                 | Str. Titulescu Nicolae 27 | sec. XVIII |                       | Raportează eroare |
| BN-II-m-B-01596                                   | Casă | municipiul Bistrița                                 | Str. Titulescu Nicolae 28 | sec. XVIII, XX |                       | Raportează eroare |
| BN-II-m-B-01597                                   | Casă | municipiul Bistrița                                 | Str. Titulescu Nicolae 32 | sec. XVIII |                       | Raportează eroare |
| BN-II-m-B-01598                                   | Casă | municipiul Bistrița                                 | Str. Titulescu Nicolae 33 | sec. XVIII, sf. sec. XIX                                                                                          |                       | Raportează eroare |
| BN-II-m-B-01599                                   | Casă | municipiul Bistrița                                 | Str. Titulescu Nicolae 34 | sec. XVIII |                       | Raportează eroare |
| BN-II-m-B-01600                                   | Casă | municipiul Bistrița                                 | Str. Titulescu Nicolae 36 | sec. XVIII |                       | Raportează eroare |
| BN-II-m-B-01601                                   | Casă | municipiul Bistrița                                 | Str. Titulescu Nicolae 38 | sec. XVIII |                       | Raportează eroare |
| BN-II-m-B-01602                                   | Casă | municipiul Bistrița                                 | Str. Titulescu Nicolae 40 | sec. XVIII |                       | Raportează eroare |
| BN-II-m-B-01603                                   | Casă | municipiul Bistrița                                 | Str. Titulescu Nicolae 42 | sec. XVIII |                       | Raportează eroare |
| BN-II-m-B-01604                                   | Casă | municipiul Bistrița                                 | Str. Titulescu Nicolae 44 | sec. XVIII |                       | Raportează eroare |
| BN-II-m-B-01605                                   | Casă | municipiul Bistrița                                 | Str. Titulescu Nicolae 46 | sec. XVIII |                       | Raportează eroare |
| BN-II-m-B-01606                                   | Casă | municipiul Bistrița                                 | Str. Titulescu Nicolae 48 | sec. XVIII, XIX                                                                                                   |                       | Raportează eroare |
| BN-II-m-B-01607                                   | Casa | municipiul Bistrița                                 | Piața Unirii 3 | sec. XIX |                       | Raportează eroare |
| BN-II-m-B-01608                                   | Casa Linu | municipiul Bistrița                                 | Piața Unirii 4 | 1885-1896 |                       | Raportează eroare |
| BN-II-m-B-01609                                   | Casă | municipiul Bistrița                                 | Piața Unirii 7 | 1900 |                       | Raportează eroare |
| BN-II-a-A-01610 (RAN: 32401.112)                  | Mănăstirea minorită/franciscană „Sf. Andrei”, azi ansamblul bisericii ortodoxe „Intrarea în Biserică a Maicii Domnului” | municipiul Bistrița                                 | Piața Unirii 8-9 47.13549°N 24.50031°E | sf. sec. XIII, XV, XVIII                                                                                          | Alte imagini          | Raportează eroare |
| BN-II-m-A-01610.01 (RAN: 32401.112.01)            | Biserica mănăstirii minorite, azi biserica ortodoxă „Intrarea în biserică a Maicii Domnului”                            | municipiul Bistrița                                 | Piața Unirii 8 | sf. sec. XIII, XV, XVIII                                                                                          | Alte imagini          | Raportează eroare |
| BN-II-m-A-01610.02 (RAN: 32401.112.02)            | Clădirea mănăstirii minorite, azi casa parohială a bisericii ortodoxe Bistrița                                          | municipiul Bistrița                                 | Piața Unirii 9 | sec. XVI, XVII, XVIII, XIX                                                                                        |                       | Raportează eroare |
| BN-II-m-B-01611 (RAN: 33293.03)                   | Biserica evanghelică C.A., azi biserica ortodoxă „Adormirea Maicii Domnului”                                            | sat Albeștii Bistriței; comuna Galații Bistriței    | 79 46.99326°N 24.44951°E | a doua jum. sec. XIX                                                                                              | Alte imagini          | Raportează eroare |
| BN-II-m-A-01612 (RAN: 33033.03)                   | Biserica de lemn „Sf. Arhangheli Mihail și Gavriil”                                                                     | sat Apatiu; comuna Chiochiș                         | 121 | 1795 | Alte imagini          | Raportează eroare |
| BN-II-m-B-01613 (RAN: 34716.05)                   | Biserica evanghelică C.A., azi biserica ortodoxă „Sfântul Ioan Botezătorul”                                             | sat Arcalia; comuna Șieu-Măgheruș                   | 84 | 1800 | Alte imagini          | Raportează eroare |
| BN-II-a-A-01614                                   | Ansamblul castelului Bethlen, azi Complex Arcalia/ Universitatea „Babeș–Bolyai” Cluj-Napoca                             | sat Arcalia; comuna Șieu-Măgheruș                   | 132 47.08545°N 24.35409°E | 1800 |                       | Raportează eroare |
| BN-II-m-A-01614.01                                | Castelul Bethlen | sat Arcalia; comuna Șieu-Măgheruș                   | 132 | 1800 | Încarcă foto \| video | Raportează eroare |
| BN-II-s-A-01614.02                                | Parcul dendrologic al castelului Bethlen                                                                                | sat Arcalia; comuna Șieu-Măgheruș                   | 132 | 1800 | Alte imagini          | Raportează eroare |
| BN-II-m-B-01615 (RAN: 32492)                      | Castelul Bethlen Pal, azi Primăria orașului Beclean                                                                     | oraș Beclean                                        | Aleea Ghiocelului 6 47.18013°N 24.17517°E | a doua jum.sec. XVIII, sf. sec. XIX Mór Kallina                                                                   | Alte imagini          | Raportează eroare |
| BN-II-m-B-01616                                   | Castelul de vânătoare Bethlen                                                                                           | oraș Beclean                                        | Aleea Ghiocelului 8 47.18059°N 24.17395°E | 1840 | Încarcă foto \| video | Raportează eroare |
| BN-II-a-A-01617 (RAN: 32492.05)                   | Castelul Bethlen, azi Grupul școlar agricol Beclean                                                                     | oraș Beclean                                        | Piața Libertății 2 47.18103°N 24.1782°E | 1768-1793,1840 | Alte imagini          | Raportează eroare |
| BN-II-m-A-01617.01                                | Castelul Bethlen-corp principal și extinderi, azi Grupul școlar agricol Beclean                                         | oraș Beclean                                        | Piața Libertății 2 | 1840 | Alte imagini          | Raportează eroare |
| BN-II-m-A-01617.02                                | Pavilionul de intrare al castelului Bethlen, azi componentă a Grupului școlar agricol Beclean                           | oraș Beclean                                        | Piața Libertății 2 | 1840 |                       | Raportează eroare |
| BN-II-m-B-01618 (RAN: 32492.06)                   | Biserica reformată | oraș Beclean                                        | Piața Libertății 4 | sec. XV, ref. sec. XIX                                                                                            | Alte imagini          | Raportează eroare |
| BN-II-m-B-20242                                   | Casă | sat Bistrița Bârgăului; comuna Bistrița Bârgăului   | Str. Bridireasa 169, extravilan | sf. sec. XIX | Încarcă foto \| video | Raportează eroare |
| BN-II-m-B-01619                                   | Casă | sat Borleasa; comuna Târlișua                       | 114 | sf. sec. XIX | Încarcă foto \| video | Raportează eroare |
| BN-II-m-B-01620 (RAN: 33042.03)                   | Biserica reformată | sat Bozieș; comuna Chiochiș                         | 34 | 1737 | Alte imagini          | Raportează eroare |
| BN-II-m-B-01621                                   | Casă | sat Budacu de Jos; comuna Budacu de Jos             | 170 | sf. sec. XIX | Încarcă foto \| video | Raportează eroare |
| BN-II-m-B-01622                                   | Casă | sat Budacu de Jos; comuna Budacu de Jos             | 185 | înc.sec. XIX | Încarcă foto \| video | Raportează eroare |
| BN-II-m-B-01623                                   | Casă | sat Budacu de Jos; comuna Budacu de Jos             | 238 | sf. sec. XIX | Încarcă foto \| video | Raportează eroare |
| BN-II-m-B-01624 (RAN: 32713.04)                   | Biserica evanghelică C.A., azi biserica ortodoxă „Adormirea Maicii Domnului”                                            | sat Budacu de Jos; comuna Budacu de Jos             | 247 A 47.08637°N 24.52051°E | 1453, 1567, 1775, 1859 - 1861                                                                                     | Alte imagini          | Raportează eroare |
| BN-II-m-A-01625 (RAN: 35018.02)                   | Biserica de lemn „Nașterea Maicii Domnului”                                                                             | sat Budurleni; comuna Teaca                         | 68 | 1705-1768,1925 |                       | Raportează eroare |
| BN-II-m-A-01626 (RAN: 33453.03)                   | Biserica de lemn „Sf. Arhangheli Mihail și Gavriil”                                                                     | sat Bungard; comuna Lechința                        | 34 46.94076°N 24.32606°E | 1711,1760, 1912                                                                                                   |                       | Raportează eroare |
| BN-II-m-B-01627 (RAN: 33220.03)                   | Biserica evanghelică C.A, azi biserica ortodoxă „Buna Vestire”                                                          | sat Cepari; comuna Dumitra                          | 36 | sec. XV | Alte imagini          | Raportează eroare |
| BN-II-m-B-21089                                   | Fântâna de apă sărată cu casă                                                                                           | sat Cepari; comuna Dumitra                          | 47.23037°N 24.41805°E | 1892 | Încarcă foto \| video | Raportează eroare |
| BN-II-m-B-01628 (RAN: 33024.05)                   | Castelul de vânătoare Wesellenyi                                                                                        | sat Chiochiș; comuna Chiochiș                       | 19 46.98479°N 24.18122°E | 1761 | Alte imagini          | Raportează eroare |
| BN-II-m-B-01629                                   | Biserica evanghelică C.A.                                                                                               | sat Chiraleș; comuna Lechința                       | 215 | 1907 |                       | Raportează eroare |
| BN-II-m-A-01630 (RAN: 34208.05)                   | Ruinele cetății Ciceului                                                                                                | sat Ciceu-Corabia; comuna Ciceu-Mihăiești           | La 9 km față de DN17, la NE de satul Ciceu-Corabia | 1294, demantelată în 1544                                                                                         |                       | Raportează eroare |
| BN-II-m-A-01631 (RAN: 33907.02)                   | Castelul Teleki | sat Comlod; comuna Milaș                            | 35 46.85859°N 24.43775°E | 1756 | Alte imagini          | Raportează eroare |
| BN-II-m-B-01632                                   | Casă | sat Comlod; comuna Milaș                            | 62 | înc. sec. XX | Încarcă foto \| video | Raportează eroare |
| BN-II-m-B-01633                                   | Școala maghiară, azi casă                                                                                               | sat Comlod; comuna Milaș                            | 67 | înc. sec. XX | Încarcă foto \| video | Raportează eroare |
| BN-II-m-B-01634                                   | Biserica de lemn „Sf. Ioan Botezătorul”                                                                                 | sat Comlod; comuna Milaș                            | 89 46.85887°N 24.44402°E | înc. sec. XIX | Alte imagini          | Raportează eroare |
| BN-II-m-A-01635 (RAN: 33907.03)                   | Biserica reformată | sat Comlod; comuna Milaș                            | 111 46.8595°N 24.4414°E | sec. XVI, XVII | Alte imagini          | Raportează eroare |
| BN-II-a-B-01636 (RAN: 33907.04)                   | Ansamblul rural „Comlod”                                                                                                | sat Comlod; comuna Milaș                            | Str. Principală 20-80 | mijl. sec. XX | Încarcă foto \| video | Raportează eroare |
| BN-II-m-A-01637 (RAN: 32606.01)                   | Biserica de lemn „Buna Vestire”                                                                                         | sat aparținător Cormaia; oraș Sângeorz-Băi          | 109 A, Valea Pleșii, în incinta mănăstirii „Buna-Vestire” | 1749-1751,1820 | Alte imagini          | Raportează eroare |
| BN-II-a-B-01638                                   | Ansamblul bisericii evanghelice C.A., azi ansamblul bisericii ortodoxe „Sf. Arhangheli Mihail si Gavriil”               | sat Corvinești; comuna Matei                        | 68 47.01694°N 24.26°E | sec. XV - XX |                       | Raportează eroare |
| BN-II-m-B-01638.01                                | Biserica evanghelică C.A., azi biserica ortodoxă „Sf. Arhg. Mihail și Gavriil”                                          | sat Corvinești; comuna Matei                        | 68 | sec. XV - XIX |                       | Raportează eroare |
| BN-II-m-B-01638.02                                | Turn-clopotniță din lemn                                                                                                | sat Corvinești; comuna Matei                        | 68 | sf. sec. XIX-înc.sec. XX                                                                                          |                       | Raportează eroare |
| BN-II-m-A-01639 (RAN: 33186.01)                   | Pod acoperit din lemn („pod grăniceresc”) peste râul Sălauța                                                            | sat Coșbuc; comuna Coșbuc                           | 149 47.36136°N 24.38808°E | înc. sec. XX, după modelul celui din sec. XVIII                                                                   |                       | Raportează eroare |
| BN-II-a-A-01640 (RAN: 34734.02)                   | Ansamblul bisericii evanghelice CA, azi ansamblul bisericii ortodoxe „Sf. M. Mc. Dimitrie izvorâtorul de mir”           | sat Crainimăt; comuna Șieu-Măgheruș                 | 196 | sec. XV - XVIII                                                                                                   | Alte imagini          | Raportează eroare |
| BN-II-m-A-01640.01 (RAN: 34734.02.01)             | Biserica evanghelică C.A, azi biserica ortodoxă „Sf. M.MC. Dimitrie, izvorâtorul de mir”                                | sat Crainimăt; comuna Șieu-Măgheruș                 | 196 | sec. XV - XVIII                                                                                                   | Alte imagini          | Raportează eroare |
| BN-II-m-A-01640.02 (RAN: 34734.02.02)             | Zid de incintă | sat Crainimăt; comuna Șieu-Măgheruș                 | 196 | sec. XVI |                       | Raportează eroare |
| BN-II-m-B-01641 (RAN: 35287.03)                   | Castelul Torma, azi imobil cu activități meșteșugărești                                                                 | sat Cristeștii Ciceului; comuna Uriu                | 288 47.19393°N 24.09608°E | sec. XIX | Încarcă foto \| video | Raportează eroare |
| BN-II-m-A-01642 (RAN: 35287.02)                   | Biserica romano-catolică                                                                                                | sat Cristeștii Ciceului; comuna Uriu                | 325 | sec. XIV, 1717, 1784, 1801-1806                                                                                   | Alte imagini          | Raportează eroare |
| BN-II-m-B-01643 (RAN: 34832.04)                   | Castelul Bethlen, azi depozit                                                                                           | sat Cristur-Șieu; comuna Șieu-Odorhei               | 31 47.15047°N 24.29073°E | sec. XVII - XVIII                                                                                                 | Încarcă foto \| video | Raportează eroare |
| BN-II-m-B-01644 (RAN: 35358.03)                   | Biserica reformată | sat Delureni; comuna Urmeniș                        | 132 A | 1500, înc. sec. XX                                                                                                |                       | Raportează eroare |
| BN-II-m-B-01645 (RAN: 33300.04)                   | Biserica evanghelică C.A., azi biserica ortodoxă „Sf. M.Mc. Dimitrie, izvorâtorul de mir”                               | sat Dipșa; comuna Galații Bistriței                 | 25 | sec. XV, XVIII, XIX                                                                                               | Alte imagini          | Raportează eroare |
| BN-II-m-B-01646 (RAN: 32857.03)                   | Castelul Karoly, azi mănăstirea ortodoxă „Sf. Împ. Constantin și Elena”                                                 | sat Dobric; comuna Căianu Mic                       | 41 47.24491°N 24.12802°E | sec. XVIII | Alte imagini          | Raportează eroare |
| BN-II-m-A-01647 (RAN: 32866.02)                   | Biserica de lemn „Sf. Arhangheli Mihail și Gavriil”                                                                     | sat Dobricel; comuna Spermezeu                      | 40 A | 1744 | Alte imagini          | Raportează eroare |
| BN-II-a-A-01649                                   | Ansamblul rural „Dorolea” (fosta localitate săsească „Kleinbistritz”)                                                   | sat Dorolea; comuna Livezile                        | 15 - 216 | a doua jum. sec. XIX - înc. sec. XX                                                                               |                       | Raportează eroare |
| BN-II-m-B-01650                                   | Casă | sat Dorolea; comuna Livezile                        | 18 | sec. XIX | Încarcă foto \| video | Raportează eroare |
| BN-II-m-B-01648                                   | Biserica evanghelică C.A., azi biserica ortodoxă „Pogorârea Sf.Duh”                                                     | sat Dorolea; comuna Livezile                        | 50 | 1858-1861 | Alte imagini          | Raportează eroare |
| BN-II-m-B-01651 (RAN: 33587.02)                   | Biserica de lemn „Sf. Arhg. Mihail și Gavriil”                                                                          | sat Dumbrava; comuna Livezile                       | 20 | 1645-1700, 1909, 1957                                                                                             |                       | Raportează eroare |
| BN-II-a-A-01652 (RAN: 33211.03)                   | Ansamblul bisericii evanghelice C.A., azi ansamblul bisericii ortodoxe „Sf. Ap. Petru și Pavel”                         | sat Dumitra; comuna Dumitra                         | 1-2 47.22237°N 24.47097°E | sec. XV - XIX |                       | Raportează eroare |
| BN-II-m-A-01652.01 (RAN: 33211.03.01)             | Biserica evanghelică C.A., azi biserica ortodoxă „Sf. Ap. Petru și Pavel”                                               | sat Dumitra; comuna Dumitra                         | 1 | 1892-1899 |                       | Raportează eroare |
| BN-II-m-A-01652.03                                | Turnul clopotniță, („Turnul Slăninilor”)                                                                                | sat Dumitra; comuna Dumitra                         | 1 | 1488,1892 |                       | Raportează eroare |
| BN-II-m-A-01652.02 (RAN: 33211.03.02)             | Casa parohială a bisericii ortodoxe                                                                                     | sat Dumitra; comuna Dumitra                         | 2 | 1909 | Încarcă foto \| video | Raportează eroare |
| BN-II-m-B-01653                                   | Casă | sat Dumitra; comuna Dumitra                         | 504 | sec. XIX | Încarcă foto \| video | Raportează eroare |
| BN-II-m-A-01654 (RAN: 32919.02)                   | Biserica evanghelică C.A., azi biserica ortodoxă „Sfinții Apostoli Petru și Pavel”                                      | sat Dumitrița; comuna Dumitrița                     | 151 | sec. XV, 1791, 1870                                                                                               | Alte imagini          | Raportează eroare |
| BN-II-a-B-01655 (RAN: 34459.01)                   | Ansamblul bisericii de lemn „Sf. Arhangheli Mihail și Gavriil”                                                          | sat Fânațele Silivașului; comuna Silivașu de Câmpie | 51 | sec. XVII - XX |                       | Raportează eroare |
| BN-II-m-B-01655.01 (RAN: 34459.01.01)             | Biserica de lemn „Sf. Arhangheli Mihail și Gavriil”                                                                     | sat Fânațele Silivașului; comuna Silivașu de Câmpie | 51 | sec. XVII,1938 |                       | Raportează eroare |
| BN-II-m-B-01655.02                                | Turn clopotniță | sat Fânațele Silivașului; comuna Silivașu de Câmpie | 51 | 1938 |                       | Raportează eroare |
| BN-II-a-B-01656 (RAN: 33701.06)                   | Ansamblul bisericii reformate                                                                                           | sat Fântânele; comuna Matei                         | 82 | sec. XVIII | Alte imagini          | Raportează eroare |
| BN-II-m-B-01656.01 (RAN: 33701.06.01)             | Biserica reformată | sat Fântânele; comuna Matei                         | 82 | 1794 |                       | Raportează eroare |
| BN-II-m-B-01656.02 (RAN: 33701.06.02)             | Turn clopotniță din lemn                                                                                                | sat Fântânele; comuna Matei                         | 82 | sec. XVIII |                       | Raportează eroare |
| BN-II-a-B-01657                                   | Ansamblul bisericii reformate                                                                                           | sat Fântânița; comuna Miceștii de Câmpie            | 128 | sec. XV - XVIII                                                                                                   | Alte imagini          | Raportează eroare |
| BN-II-m-B-01657.01                                | Biserica reformată | sat Fântânița; comuna Miceștii de Câmpie            | 128 | 1465, sec. XVII, XVIII                                                                                            |                       | Raportează eroare |
| BN-II-m-B-01657.02                                | Turn clopotniță din lemn                                                                                                | sat Fântânița; comuna Miceștii de Câmpie            | 128 | sec. XVII, XVIII                                                                                                  |                       | Raportează eroare |
| BN-II-m-B-01658 (RAN: 33257.01)                   | Biserica ortodoxă „Sf. Arhangheli Mihail și Gavriil”                                                                    | sat Feldru; comuna Feldru                           | 940 | 1783, 1849 | Alte imagini          | Raportează eroare |
| BN-II-m-B-01660                                   | Casă parohială evanghelică C.A., azi casă                                                                               | localitate componentă Ghinda; municipiul Bistrița   | 42 | 1778-1878 |                       | Raportează eroare |
| BN-II-m-A-01661 (RAN: 33319.02)                   | Biserica evanghelică C.A.                                                                                               | sat Herina; comuna Galații Bistriței                | 171 47.03222°N 24.42277°E | 1200-1214, 1887 - 1898                                                                                            | Alte imagini          | Raportează eroare |
| BN-II-m-A-01662 (RAN: 35303.03)                   | Castelul Hye, azi Preventoriu TBC                                                                                       | sat Ilișua; comuna Uriu                             | 268 47.29585°N 22.83634°E | sec. XVIII | Încarcă foto \| video | Raportează eroare |
| BN-II-a-A-01663 (RAN: 32731.03)                   | Ansamblul bisericii evanghelice C.A.                                                                                    | sat Jelna; comuna Budacu de Jos                     | 50 | sec. XV - XIX | Alte imagini          | Raportează eroare |
| BN-II-m-A-01663.01 (RAN: 32731.03.01)             | Biserica evanghelică C.A. (ruine)                                                                                       | sat Jelna; comuna Budacu de Jos                     | 50 | 1498,1776 | Alte imagini          | Raportează eroare |
| BN-II-m-A-01663.02                                | Turn clopotniță, azi proprietatea parohiei ortodoxe                                                                     | sat Jelna; comuna Budacu de Jos                     | 50 | 1560 |                       | Raportează eroare |
| BN-II-m-A-01663.03                                | Zid de incintă (ruină), cu poartă acces                                                                                 | sat Jelna; comuna Budacu de Jos                     | 50 | sec. XIX |                       | Raportează eroare |
| BN-II-a-A-01664 (RAN: 33444.05)                   | Ansamblul Bisericii evanghelice C.A., azi ansamblul bisericii reformate                                                 | sat Lechința; comuna Lechința                       | 222 47.02119°N 24.32985°E | sec. XIV, XV, XVIII                                                                                               | Alte imagini          | Raportează eroare |
| BN-II-m-A-01664.01 (RAN: 33444.05.01)             | Biserica evanghelică C.A., azi biserica reformată                                                                       | sat Lechința; comuna Lechința                       | 222 | sec. XIV, XV, XVIII                                                                                               |                       | Raportează eroare |
| BN-II-m-A-01664.02 (RAN: 33444.05.02)             | Turn clopotniță | sat Lechința; comuna Lechința                       | 222 | sec. XV |                       | Raportează eroare |
| BN-II-m-A-01664.03 (RAN: 33444.05.03)             | Zid de incintă | sat Lechința; comuna Lechința                       | 222 | sec. XV |                       | Raportează eroare |
| BN-II-m-B-01666                                   | Casă | sat Leșu; comuna Leșu                               | 201 | sec. XIX | Încarcă foto \| video | Raportează eroare |
| BN-II-a-A-01667 (RAN: 33550.09)                   | Ansamblu rural „Livezile”                                                                                               | sat Livezile; comuna Livezile                       | 59 - 600 | a doua jum. sec. XIX - prima jum. sec. XX                                                                         |                       | Raportează eroare |
| BN-II-m-A-01668 (RAN: 33550.08)                   | Biserica evanghelică C.A.                                                                                               | sat Livezile; comuna Livezile                       | 209 A 47.18104°N 24.57445°E | sec. XVI - XVIII - XIX                                                                                            | Alte imagini          | Raportează eroare |
| BN-II-m-B-01669                                   | Casa parohială a bisericii evanghelice C.A., azi casă                                                                   | sat Livezile; comuna Livezile                       | 209 | sec. XVIII, XX | Încarcă foto \| video | Raportează eroare |
| BN-II-m-B-01665                                   | Casă | sat Livezile; comuna Livezile                       | 226 | sec. XIX | Încarcă foto \| video | Raportează eroare |
| BN-II-m-B-01670                                   | Casă | sat Livezile; comuna Livezile                       | 249 | 1872 | Încarcă foto \| video | Raportează eroare |
| BN-II-m-B-01671                                   | Casă | sat Livezile; comuna Livezile                       | 251 | sec. XVIII - XIX                                                                                                  | Încarcă foto \| video | Raportează eroare |
| BN-II-m-B-01672                                   | Casă | sat Livezile; comuna Livezile                       | 578 | sec. XIX | Încarcă foto \| video | Raportează eroare |
| BN-II-m-A-01673                                   | Biserica ortodoxă „Sfânta Cuvioasă Parascheva”                                                                          | sat Maieru; comuna Maieru                           | 499 | 1817-1818 | Alte imagini          | Raportează eroare |
| BN-II-m-B-01674 (RAN: 34128.01)                   | Biserica reformată | sat Malin; comuna Nușeni                            | 40 47.12046°N 24.13383°E | 1912-1913 |                       | Raportează eroare |
| BN-II-a-A-01675 (RAN: 33667.02)                   | Ansamblul bisericii reformate                                                                                           | sat Matei; comuna Matei                             | 90 46.98208°N 24.26429°E | sec. XV - XVIII                                                                                                   | Alte imagini          | Raportează eroare |
| BN-II-m-A-01675.01 (RAN: 33667.02.01)             | Biserica reformată | sat Matei; comuna Matei                             | 90 | sec. XV, 1725, 1912                                                                                               |                       | Raportează eroare |
| BN-II-m-A-01675.02                                | Turn clopotniță al bisericii reformate                                                                                  | sat Matei; comuna Matei                             | 90 | sec. XVIII |                       | Raportează eroare |
| BN-II-m-B-01676 (RAN: 33667.03)                   | Castelul Haller, azi Primăria comunei Matei                                                                             | sat Matei; comuna Matei                             | 182 46.98467°N 24.26527°E | 1764 | Alte imagini          | Raportează eroare |
| BN-II-m-B-01677 (RAN: 33408.01)                   | Biserica ortodoxă „Adormirea Maicii Domnului”                                                                           | sat Mijlocenii Bârgăului; comuna Josenii Bârgăului  | 198 | 1650-1660,1771, 1834,1930                                                                                         | Încarcă foto \| video | Raportează eroare |
| BN-II-m-B-21090                                   | Fântâna de apă sărată cu casă                                                                                           | sat Mintiu; comuna Nimigea                          | 47.23355°N 24.35173°E | 1882 | Alte imagini          | Raportează eroare |
| BN-II-m-A-01678 (RAN: 32740.03)                   | Biserica evanghelică C.A., azi penticostală                                                                             | sat Monariu; comuna Budacu de Jos                   | 46 A 47.06621°N 24.47511°E | 1755-1782 | Alte imagini          | Raportează eroare |
| BN-II-m-B-01679                                   | Biserica evanghelică (turnul clopotniță și ruina navei bisericii evanghelice C.A.)                                      | sat Moruț; comuna Matei                             | 35 | sec. XV | Alte imagini          | Raportează eroare |
| BN-II-m-B-20942                                   | Școala Normală, azi Grupul școlar Silvic                                                                                | oraș Năsăud                                         | Str. Gării 1 | 1929-1933 |                       | Raportează eroare |
| BN-II-m-A-20940                                   | Gimnaziul Superior Greco-Catolic Românesc, azi Colegiul Național „George Coșbuc”                                        | oraș Năsăud                                         | Bd. Grănicerilor 2 | 1887-1888 | Alte imagini          | Raportează eroare |
| BN-II-m-B-20941                                   | Internatul școlii Normale, azi Școala Generală „Mihai Eminescu”                                                         | oraș Năsăud                                         | Bd. Grănicerilor 15 | 1929-1933 |                       | Raportează eroare |
| BN-II-m-A-01680 (RAN: 32553.03)                   | Cazarma Regimentului II Românesc de Graniță, „Șvarda”, azi Muzeul Grăniceresc Năsăudean                                 | oraș Năsăud                                         | Bd. Grănicerilor 19 47.28389°N 24.41004°E | 1762,1851 | Alte imagini          | Raportează eroare |
| BN-II-m-B-21123                                   | Biserica Ortodoxă Română „Sf. Ierarh Nicolae”                                                                           | oraș Năsăud                                         | Piața Unirii 1 | | Alte imagini          | Raportează eroare |
| BN-II-a-A-01681 (RAN: 34084.02)                   | Ansamblul bisericii reformate                                                                                           | sat Nușeni; comuna Nușeni                           | 38 47.10043°N 24.20014°E | XV - XIX |                       | Raportează eroare |
| BN-II-m-A-01681.01 (RAN: 34084.02.01)             | Biserica reformată | sat Nușeni; comuna Nușeni                           | 38 | sec. XV, XIX |                       | Raportează eroare |
| BN-II-m-A-01681.02 (RAN: 34084.02.02)             | Clopotnița bisericii reformate                                                                                          | sat Nușeni; comuna Nușeni                           | 38 | 1875 |                       | Raportează eroare |
| BN-II-m-B-01682 (RAN: 34583.01)                   | Biserica din lemn „Adormirea Maicii Domnului”                                                                           | sat Păltineasa; comuna Spermezeu                    | 14 A | sec. XVIII |                       | Raportează eroare |
| BN-II-m-A-01683 (RAN: 32937.02)                   | Biserica din lemn „Sf. Prooroc Ilie”                                                                                    | sat Petriș; comuna Cetate                           | 101 | 1748,1903 |                       | Raportează eroare |
| BN-II-a-A-01684 (RAN: 32937.03)                   | Ansamblul bisericii evanghelice C.A., azi ansamblul bisericii ortodoxe „Sf. M. Mc. Dimitrie, Izvorâtorul de Mir”        | sat Petriș; comuna Cetate                           | 293 | sec. XIII, XV, XVIII, XIX                                                                                         | Alte imagini          | Raportează eroare |
| BN-II-m-A-01684.01 (RAN: 32937.03.01)             | Biserica evanghelică C.A., azi biserica ortodoxă „Sf. M. MC. Dimitrie, Izvorâtorul de Mir”                              | sat Petriș; comuna Cetate                           | 293 | sec. XIII, XV, XVIII, XIX                                                                                         | Alte imagini          | Raportează eroare |
| BN-II-m-A-01684.02                                | Turn clopotniță | sat Petriș; comuna Cetate                           | 293 | 1820-1822 |                       | Raportează eroare |
| BN-II-a-A-01685 (RAN: 34672.02)                   | Castelul Teleki | sat Posmuș; comuna Șieu                             | 12 46.97921°N 24.58876°E | sec. XVIII - XIX                                                                                                  | Alte imagini          | Raportează eroare |
| BN-II-m-A-01685.01 (RAN: 34672.02.01)             | Pavilion de intrare, cu corpuri laterale (laturile de nord și sud)                                                      | sat Posmuș; comuna Șieu                             | 12 | 1752, sec. XIX | Alte imagini          | Raportează eroare |
| BN-II-m-A-01685.02 (RAN: 34672.02.02)             | Corp principal, castelul Teleki                                                                                         | sat Posmuș; comuna Șieu                             | 12 | 1752, sec. XIX |                       | Raportează eroare |
| BN-II-m-B-01686                                   | Biserica evanghelică C.A., azi utilizată de parohia greco-catolică                                                      | sat Posmuș; comuna Șieu                             | 130 | sec. XV, 1876,1901, 1924, 1962                                                                                    | Alte imagini          | Raportează eroare |
| BN-II-m-B-20959                                   | Hotel grăniceresc, azi Școala Generală cl I-IV                                                                          | sat Prundu Bârgăului; comuna Prundu Bârgăului       | Str. Principală 513 | sf. sec. XVIII - înc. sec. XIX, ref. a doua jum. a sec. XIX                                                       | Alte imagini          | Raportează eroare |
| BN-II-a-A-01659                                   | Ansamblul bisericii de lemn „Sf. Arhangheli Mihail și Gavriil”                                                          | sat Rebrișoara; comuna Rebrișoara                   | 560 A | sec. XVIII |                       | Raportează eroare |
| BN-II-m-A-01659.01 (RAN: 34299.01.01)             | Biserica din lemn „Sf. Arhg. Mihail și Gavriil”                                                                         | sat Rebrișoara; comuna Rebrișoara                   | 560 A | sec. XVIII |                       | Raportează eroare |
| BN-II-m-A-01659.02 (RAN: 34299.01.02)             | Clopotnița din lemn | sat Rebrișoara; comuna Rebrișoara                   | 560 A | sec. XVIII |                       | Raportează eroare |
| BN-II-m-B-01687                                   | Biserica reformată | sat Reteag; comuna Petru Rareș                      | 412 | sec. XV, 1807-1812, înc. sec. XX                                                                                  |                       | Raportează eroare |
| BN-II-a-A-01688 (RAN: 34342.02)                   | Ansamblul bisericii „Sf.M. Mc. Gheorghe”                                                                                | sat Rodna; comuna Rodna                             | Str. Grănicerilor 761 47.42266°N 24.81525°E | sec. XIII-XIV-XIX                                                                                                 |                       | Raportează eroare |
| BN-II-m-A-01688.01                                | Biserica greco-catolică „Sf.M. Mc. Gheorghe”, înglobând o parte din corul bisericii medievale (sec. XIII)               | sat Rodna; comuna Rodna                             | Str. Grănicerilor 761 | sec. XIII, 1812, 1856                                                                                             | Alte imagini          | Raportează eroare |
| BN-II-m-A-01688.02                                | Turn clopotniță | sat Rodna; comuna Rodna                             | Str. Grănicerilor 761 | 1859 | Încarcă foto \| video | Raportează eroare |
| BN-II-m-A-01688.03 (RAN: 34342.02.01)             | Ruinele bisericii medievale                                                                                             | sat Rodna; comuna Rodna                             | Str. Grănicerilor 761 | sec. XIII-XIV | Încarcă foto \| video | Raportează eroare |
| BN-II-m-B-01689 (RAN: 34413.01)                   | Biserica ortodoxă „Sf.Ap. Petru și Pavel”                                                                               | sat Runcu Salvei; comuna Runcu Salvei               | | 1957,1968 | Încarcă foto \| video | Raportează eroare |
| BN-II-a-B-01690 (RAN: 34413.02)                   | Ansamblu rural „Runcu Salvei”                                                                                           | sat Runcu Salvei; comuna Runcu Salvei               | 229 - 301 | sec. XVIII - XIX                                                                                                  | Încarcă foto \| video | Raportează eroare |
| BN-II-m-A-01691 (RAN: 34413.03)                   | Ansamblul bisericii din lemn „Sf. Arhg. Mihail și Gavriil”                                                              | sat Runcu Salvei; comuna Runcu Salvei               | 437 | 1757 | Alte imagini          | Raportează eroare |
| BN-II-a-A-01692                                   | Ansamblul bisericii de lemn „Sf. Arhg. Mihail și Gavriil”                                                               | sat Sălcuța; comuna Sânmihaiu de Câmpie             | 21 46.92015°N 24.30561°E | sec. XVIII - XX                                                                                                   |                       | Raportează eroare |
| BN-II-m-A-01692.01                                | Biserica din lemn „Sf. Arhg. Mihail și Gavriil”                                                                         | sat Sălcuța; comuna Sânmihaiu de Câmpie             | 21 | 1788 |                       | Raportează eroare |
| BN-II-m-A-01692.02                                | Clopotniță din lemn | sat Sălcuța; comuna Sânmihaiu de Câmpie             | 21 | sec. XIX, XX |                       | Raportează eroare |
| BN-II-m-B-01693 (RAN: 32401.108)                  | Biserica reformată | localitate componentă Sărata; municipiul Bistrița   | 104 | 1776, 1830 |                       | Raportează eroare |
| BN-II-m-A-01694 (RAN: 32401.109)                  | Biserica din lemn „Sf. Arhg. Mihail și Gavriil”                                                                         | localitate componentă Sărata; municipiul Bistrița   | 142 47.07095°N 24.43696°E | 1735 | Alte imagini          | Raportează eroare |
| BN-II-m-B-01695                                   | Castelul Lázár Imre | localitate componentă Sărata; municipiul Bistrița   | 204 47.07706°N 24.43792°E | sec. XVIII, XIX                                                                                                   | Alte imagini          | Raportează eroare |
| BN-II-m-B-01696 (RAN: 33168.01)                   | Biserica reformată | sat Săsarm; comuna Chiuza                           | 196 B | 1900 |                       | Raportează eroare |
| BN-II-m-B-21093                                   | Vila 1 | oraș Sângeorz-Băi                                   | Str. Trandafirilor nr. 13A 47.37536°N 24.65969°E | | Alte imagini          | Raportează eroare |
| BN-II-a-B-01697 (RAN: 33471.05)                   | Ansamblul bisericii evanghelice C.A, azi ansamblul bisericii ortodoxe „Sf. M. Mc. Gheorghe”                             | sat Sângeorzu Nou; comuna Lechința                  | 150 | sec. XV - XVIII                                                                                                   | Alte imagini          | Raportează eroare |
| BN-II-m-B-01697.01 (RAN: 33471.05.01)             | Biserica evanghelică C.A, azi biserica ortodoxă „Sf. M. Mc. Gheorghe”                                                   | sat Sângeorzu Nou; comuna Lechința                  | 150 | sf. sec. XV, 1740-1750,1780                                                                                       |                       | Raportează eroare |
| BN-II-m-B-01697.02 (RAN: 33471.05.02)             | Turn clopotniță | sat Sângeorzu Nou; comuna Lechința                  | 150 | 1800 |                       | Raportează eroare |
| BN-II-m-B-01698 (RAN: 33471.04)                   | Casă parohială | sat Sângeorzu Nou; comuna Lechința                  | 150 A | sec. XVI, XVII | Încarcă foto \| video | Raportează eroare |
| BN-II-m-B-01699 (RAN: 33471.03)                   | Biserica din lemn „Sf. Cuv. Parascheva”                                                                                 | sat Sângeorzu Nou; comuna Lechința                  | Str. Ciurgaului 265 46.95546°N 24.35547°E | sec. XVIII,1901                                                                                                   | Alte imagini          | Raportează eroare |
| BN-II-m-B-01700                                   | Casa ETHNOS | sat Sebiș; comuna Șieuț                             | 74 | sec. XIX | Încarcă foto \| video | Raportează eroare |
| BN-II-m-B-01701                                   | Casă | sat Sebiș; comuna Șieuț                             | 134 | 1920 | Încarcă foto \| video | Raportează eroare |
| BN-II-a-A-01702 (RAN: 34431.04)                   | Ansamblul bisericii din lemn „Sf. Cuv. Parascheva”                                                                      | sat Silivașu de Câmpie; comuna Silivașu de Câmpie   | 307 46.78465°N 24.2972°E | sec. XVIII, XIX                                                                                                   | Alte imagini          | Raportează eroare |
| BN-II-m-A-01702.01 (RAN: 34431.04.01)             | Biserica din lemn „Sf. Cuv. Parascheva”                                                                                 | sat Silivașu de Câmpie; comuna Silivașu de Câmpie   | 307 | sec. XVII, XIX | Alte imagini          | Raportează eroare |
| BN-II-m-A-01702.02                                | Turn clopotniță | sat Silivașu de Câmpie; comuna Silivașu de Câmpie   | 307 | sec. XIX |                       | Raportează eroare |
| BN-II-m-B-01703 (RAN: 32447.02)                   | Biserica evanghelică C.A., azi biserica ortodoxă „Sfântul Mare Mucenic Gheorghe”                                        | sat aparținător Slătinița; municipiul Bistrița      | 83 A | 1585-1590,1923 |                       | Raportează eroare |
| BN-II-m-A-01704 (RAN: 34556.01)                   | Biserica greco-catolică „Nașterea Fecioarei Maria”                                                                      | sat Spermezeu; comuna Spermezeu                     | 219 A | 1712 | Alte imagini          | Raportează eroare |
| BN-II-m-A-01705 (RAN: 33104.04)                   | Biserica din lemn „Sf. Arhg. Mihail și Gavriil”                                                                         | sat Strugureni; comuna Chiochiș                     | 105 46.98087°N 24.20466°E | sec. XVIII,1930                                                                                                   | Alte imagini          | Raportează eroare |
| BN-II-a-A-01706 (RAN: 33104.05)                   | Ansamblul bisericii reformate                                                                                           | sat Strugureni; comuna Chiochiș                     | 106 | sec. XV - XVIII                                                                                                   | Alte imagini          | Raportează eroare |
| BN-II-m-A-01706.01 (RAN: 33104.05.01)             | Biserica reformată | sat Strugureni; comuna Chiochiș                     | 106 | sec. XV,1772 |                       | Raportează eroare |
| BN-II-m-A-01706.02 (RAN: 33104.05.02)             | Turn clopotniță din lemn                                                                                                | sat Strugureni; comuna Chiochiș                     | 106 | sec. XVIII |                       | Raportează eroare |
| BN-II-m-A-01707                                   | Biserica din lemn „Sf. Arhg. Mihail și Gavriil”, cu turn clopotniță din piatră                                          | sat Suplai; comuna Zagra                            | 72 | 1711,1880 | Alte imagini          | Raportează eroare |
| BN-II-m-A-01710                                   | Castelul Kemény, azi Școala de arte și meserii                                                                          | sat Șieu; comuna Șieu                               | 140 A | sec. XVI - XVIII                                                                                                  | Alte imagini          | Raportează eroare |
| BN-II-m-A-01709 (RAN: 34654.02)                   | Biserica reformată | sat Șieu; comuna Șieu                               | 295 | 1783 | Alte imagini          | Raportează eroare |
| BN-II-m-A-01711 (RAN: 34707.03)                   | Biserica evanghelică CA, azi biserica ortodoxă                                                                          | sat Șieu-Măgheruș; comuna Șieu-Măgheruș             | 221 | sec. XIII - XIV, transf. 1633, sec. XVIII, 1863                                                                   | Alte imagini          | Raportează eroare |
| BN-II-m-A-01712 (RAN: 34789.04)                   | Biserica reformată | sat Șieu-Odorhei; comuna Șieu-Odorhei               | 191 47.15233°N 24.29223°E | sec. XIII, XV, XVIII                                                                                              | Alte imagini          | Raportează eroare |
| BN-II-m-B-01713 (RAN: 34967.02)                   | Biserica din lemn „Sf. M.Mc. Dimitrie, Izvorâtorul de Mir”                                                              | sat Șieu-Sfântu; comuna Șintereag                   | 17 | 1735, 1800 | Alte imagini          | Raportează eroare |
| BN-II-m-A-01714 (RAN: 34912.03)                   | Biserica reformată | sat Șintereag; comuna Șintereag                     | 42 47.17985°N 24.28783°E | sec. XIV, XV, XVII                                                                                                | Alte imagini          | Raportează eroare |
| BN-II-m-A-01715 (RAN: 34841.04)                   | Biserica reformată | sat Șirioara; comuna Șieu-Odorhei                   | 131 A 47.1009°N 24.29079°E | sf. sec. XV, XVIII                                                                                                | Alte imagini          | Raportează eroare |
| BN-II-a-A-01716 (RAN: 33239.02)                   | Ansamblul bisericii evanghelice C.A., azi ansamblul bisericii ortodoxe „Sf. M. Mc. Gheorghe”                            | sat Tărpiu; comuna Dumitra                          | 243 - 244 47.19064°N 24.40433°E | sec. XIV, XV, XVI, XIX                                                                                            | Alte imagini          | Raportează eroare |
| BN-II-m-A-01716.02 (RAN: 33239.02.02)             | Casă parohială | sat Tărpiu; comuna Dumitra                          | 243 | sec. XIX |                       | Raportează eroare |
| BN-II-m-A-01716.01 (RAN: 33239.02.01)             | Biserica evanghelică, azi biserica ortodoxă „Sf. M. Mc. Gheorghe”                                                       | sat Tărpiu; comuna Dumitra                          | 244 | sec. XIV, XV,1504                                                                                                 | Alte imagini          | Raportează eroare |
| BN-II-m-A-01716.03                                | Turn clopotniță | sat Tărpiu; comuna Dumitra                          | 244 | sec. XVI |                       | Raportează eroare |
| BN-II-m-A-01716.04                                | Zid de incintă | sat Tărpiu; comuna Dumitra                          | 244 | sec. XVI |                       | Raportează eroare |
| BN-II-m-A-01717                                   | Biserica evanghelică C.A.                                                                                               | sat Teaca; comuna Teaca                             | 345 46.91135°N 24.50759°E | prima jum. a sec. XIV, 1753, 1799, 1828, 1909                                                                     | Alte imagini          | Raportează eroare |
| BN-II-m-B-01718                                   | Casă evreiască, azi cabinet medical                                                                                     | sat Telciu; comuna Telciu                           | 557 | sf. sec. XIX | Încarcă foto \| video | Raportează eroare |
| BN-II-m-A-01719 (RAN: 33328.02)                   | Biserica reformată | sat Tonciu; comuna Galații Bistriței                | 10 | sec. XV, sec. XVIII                                                                                               | Alte imagini          | Raportează eroare |
| BN-II-m-A-01720 (RAN: 33499.05)                   | Biserica reformată | sat Țigău; comuna Lechința                          | 20 | sec. XV, XVII, XVIII,1886                                                                                         |                       | Raportează eroare |
| BN-II-m-A-01721 (RAN: 33499.04)                   | Biserica din lemn „Sf. Cuv. Parascheva”                                                                                 | sat Țigău; comuna Lechința                          | 27 A | 1706,1760 | Alte imagini          | Raportează eroare |
| BN-II-m-B-01722 (RAN: 32401.107)                  | Biserica evanghelică C.A, azi biserica ortodoxă „Sf. Arhg. Mihail și Gavriil”                                           | localitate componentă UNIREA; municipiul Bistrița   | 267 A 47.16135°N 24.5292°E | 1441,1570,1873-1874,1923                                                                                          |                       | Raportează eroare |
| BN-II-m-B-01723 (RAN: 35278.04)                   | Biserica reformată | sat Uriu; comuna Uriu                               | 314 | sec. XV, XVII | Alte imagini          | Raportează eroare |
| BN-II-a-A-01724 (RAN: 35321.01)                   | Ansamblul castelului Banffy                                                                                             | sat Urmeniș; comuna Urmeniș                         | 205 - 206 46.76964°N 24.36427°E | 1638 | Alte imagini          | Raportează eroare |
| BN-II-m-A-01724.02 (RAN: 35321.01.02)             | Grânar | sat Urmeniș; comuna Urmeniș                         | 205 | sec. XVIII |                       | Raportează eroare |
| BN-II-m-A-01724.01 (RAN: 35321.01.01)             | Castelul Banffy | sat Urmeniș; comuna Urmeniș                         | 206 | 1718-1721 | Alte imagini          | Raportează eroare |
| BN-II-a-A-01725 (RAN: 33505.06)                   | Ansamblul bisericii evanghelice C.A., azi Ansamblul bisericii ortodoxe „Sf. Mihail și Gavriil”                          | sat Vermeș; comuna Lechința                         | 18 A | sec. XV - XX |                       | Raportează eroare |
| BN-II-m-A-01725.01 (RAN: 33505.06.01)             | Biserica evanghelică C.A., azi biserica ortodoxă „Sf. Arhg. Mihail și Gavriil”                                          | sat Vermeș; comuna Lechința                         | 18 A | 1497, prima jum. a sec. XVI, 1775,1852,1871                                                                       | Alte imagini          | Raportează eroare |
| BN-II-m-A-01725.02 (RAN: 33505.06.02)             | Turn clopotniță | sat Vermeș; comuna Lechința                         | 18 A | 1571-1579,1901 |                       | Raportează eroare |
| BN-II-m-A-01725.03 (RAN: 33505.06.03)             | Zid de incintă | sat Vermeș; comuna Lechința                         | 18 A | sec. XV, XVI |                       | Raportează eroare |
| BN-II-m-B-01726                                   | Casa parohială a bisericii evanghelice C.A.                                                                             | sat Viile Tecii; comuna Teaca                       | 186 | 1912-1913 | Încarcă foto \| video | Raportează eroare |
| BN-II-m-A-01727 (RAN: 32401.106)                  | Biserica evanghelică C.A., azi biserica ortodoxă „Sf. Ierarh Nicolae”                                                   | localitate componentă Viișoara; municipiul Bistrița | 175 47.13222°N 24.49556°E | sec. XV, XVIII, XIX                                                                                               | Alte imagini          | Raportează eroare |
| BN-II-a-A-01728                                   | Ansamblul bisericii reformate                                                                                           | sat Vița; comuna Nușeni                             | 68 47.04218°N 24.1423°E | sec. XV - XIX | Alte imagini          | Raportează eroare |
| BN-II-m-A-01728.01 (RAN: 34146.02)                | Biserica reformată | sat Vița; comuna Nușeni                             | 68 | sec. XV, XVII, XVIII                                                                                              |                       | Raportează eroare |
| BN-II-m-A-01728.02                                | Turn clopotniță | sat Vița; comuna Nușeni                             | 68 | 1872 |                       | Raportează eroare |
| BN-II-m-A-01729 (RAN: 35438.04)                   | Biserica din lemn „Sf. Cuv. Parascheva”                                                                                 | sat Zagra; comuna Zagra                             | 131 | 1640,1938 |                       | Raportează eroare |
| BN-II-m-B-01730                                   | Casă | sat Zagra; comuna Zagra                             | 379 | sec. XIX | Încarcă foto \| video | Raportează eroare |
| BN-III-m-B-01731                                  | Statuia lui George Coșbuc, autor Gavril Covalschi                                                                       | municipiul Bistrița                                 | În Parcul Municipal | 1978 Gavril Covalschi (sculptor)                                                                                  |                       | Raportează eroare |
| BN-III-m-A-01732                                  | Statuia lui Andrei Mureșanu                                                                                             | municipiul Bistrița                                 | Piața Centrală | 1936 |                       | Raportează eroare |
| BN-III-m-A-01733                                  | Bustul lui Liviu Rebreanu, autor Romulus Ladea                                                                          | municipiul Bistrița                                 | Colegiul Național „Liviu Rebreanu” din Bistrița | 1960 Romulus Ladea                                                                                                |                       | Raportează eroare |
| BN-III-m-B-01734                                  | Monumentul „Apărătorii Păcii”, autor Dorio Lazăr                                                                        | sat Budești; comuna Budești                         | 120, în parcul din fața primăriei | 1949 Dorio Lazăr                                                                                                  |                       | Raportează eroare |
| BN-III-m-B-01735                                  | Bustul lui Vasile Nașcu, autor Corneliu Medrea                                                                          | sat Feldru; comuna Feldru                           | 783, în fața Casei Tineretului | înc.sec. XX Corneliu Medrea                                                                                       |                       | Raportează eroare |
| BN-III-m-A-01746                                  | Bustul lui Liviu Rebreanu                                                                                               | localitate componentă Liviu Rebreanu; oraș Năsăud   | 126A, în curtea Muzeului memorial Liviu Rebreanu | mijl. sec. XX |                       | Raportează eroare |
| BN-III-m-B-01736                                  | Bustul lui George Coșbuc, autor Corneliu Medrea                                                                         | oraș Năsăud                                         | Bd. Grănicerilor 2, în curtea Liceului „G.Coșbuc” | 1956 Corneliu Medrea                                                                                              |                       | Raportează eroare |
| BN-III-m-A-01737                                  | Bustul lui Vasile Nașcu                                                                                                 | oraș Năsăud                                         | Str. Grănicerilor 19, în curtea Muzeului Grăniceresc Năsăudean | înc. sec. XX |                       | Raportează eroare |
| BN-III-m-A-01738                                  | Relief de bronz închinat lui Iacob și Ioachim Mureșan                                                                   | sat Rebrișoara; comuna Rebrișoara                   | 828, în fața școlii | înc. sec. XX |                       | Raportează eroare |
| BN-III-m-B-01739                                  | Bustul lui Ion Pop Reteganu                                                                                             | sat Reteag; comuna Petru Rareș                      | În parcul din centrul comunei | 1958 |                       | Raportează eroare |
| BN-III-m-A-01741                                  | Bustul lui Liviu Rebreanu                                                                                               | sat Târlișua; comuna Târlișua                       | | mijl.sec. XX | Încarcă foto \| video | Raportează eroare |
| BN-IV-m-B-01742                                   | Piatra tombală a lui Johann Hügel                                                                                       | municipiul Bistrița                                 | Str. Bălan Grigore 2, în cimitirul evanghelic | sec. XIX | Încarcă foto \| video | Raportează eroare |
| BN-IV-m-A-01743                                   | Muzeul memorial „George Coșbuc”                                                                                         | sat Coșbuc; comuna Coșbuc                           | 240 47.36473°N 24.39075°E | 1840 | Alte imagini          | Raportează eroare |
| BN-IV-m-A-01744                                   | Piatra de hotar „Crucea Dobricului”                                                                                     | sat Dobricel; comuna Spermezeu                      | 235, la intersecția DJ 171 cu pârâul Gura Văii Peșterii | 1750 | Încarcă foto \| video | Raportează eroare |
| BN-IV-m-A-01745                                   | „Casa săsească” Livezile                                                                                                | sat Livezile; comuna Livezile                       | 158 47.17962°N 24.56926°E | sec. XIX - XX |                       | Raportează eroare |
| BN-IV-m-B-01747                                   | Muzeul memorial „Liviu Rebreanu”                                                                                        | localitate componentă Liviu Rebreanu; oraș Năsăud   | 126 A | 1957 |                       | Raportează eroare |
| BN-IV-m-B-01750                                   | Muzeul memorial „Ion Pop Reteganul”                                                                                     | sat Reteag; comuna Petru Rareș                      | 41 47.19223°N 24.01119°E | refăcută în 1970 după modelul celei din 1866                                                                      |                       | Raportează eroare |
| BN-IV-m-B-01749                                   | Mormântul lui Ion Pop Reteganul                                                                                         | sat Reteag; comuna Petru Rareș                      | 437C, în cimitir | înc. sec. XX | Încarcă foto \| video | Raportează eroare |
| BN-II-m-B-21142                                   | Casa scriitorilor - pavilioanele C1 și C2                                                                               | sat Valea Vinului, comuna Rodna                     | Cartier, drumul comunal, F.N. 47.4762°N 24.82865°E | | Încarcă foto \| video | Raportează eroare |